# Národní park Šumava
Národní park Šumava (NPŠ) je národní park v Česku. Vyhlášen byl v roce 1991. Jeho rozloha činí 685 km² a je tak největším českým národním parkem. Chráněné území zahrnuje pohoří Šumava na jihozápadě Čech, podél česko-německé státní hranice. Hlavním předmětem ochrany jsou jedinečná, nerušeně se vyvíjející biologická společenstva. Mimo horských smrčin a pralesních porostů jsou nejvýznamnější slatě, rašeliniště a karová jezera. Šumavský národní park obklopen územím chráněné krajinné oblasti Šumava, za státní hranicí na něj navazuje německý Národní park Bavorský les.
Celé území NP Šumava je součástí evropsky významné lokality Šumava (kód CZ0314024) a ptačí oblasti Šumava (kód CZ0311041), které zahrnují i další území.

## Znak NP Šumava
Znak Národního parku Šumava v současnosti ukazuje dva živé šumavské stromy, jeden suchý mezi nimi, a za nimi je vidět vrchovina.

## Poloha

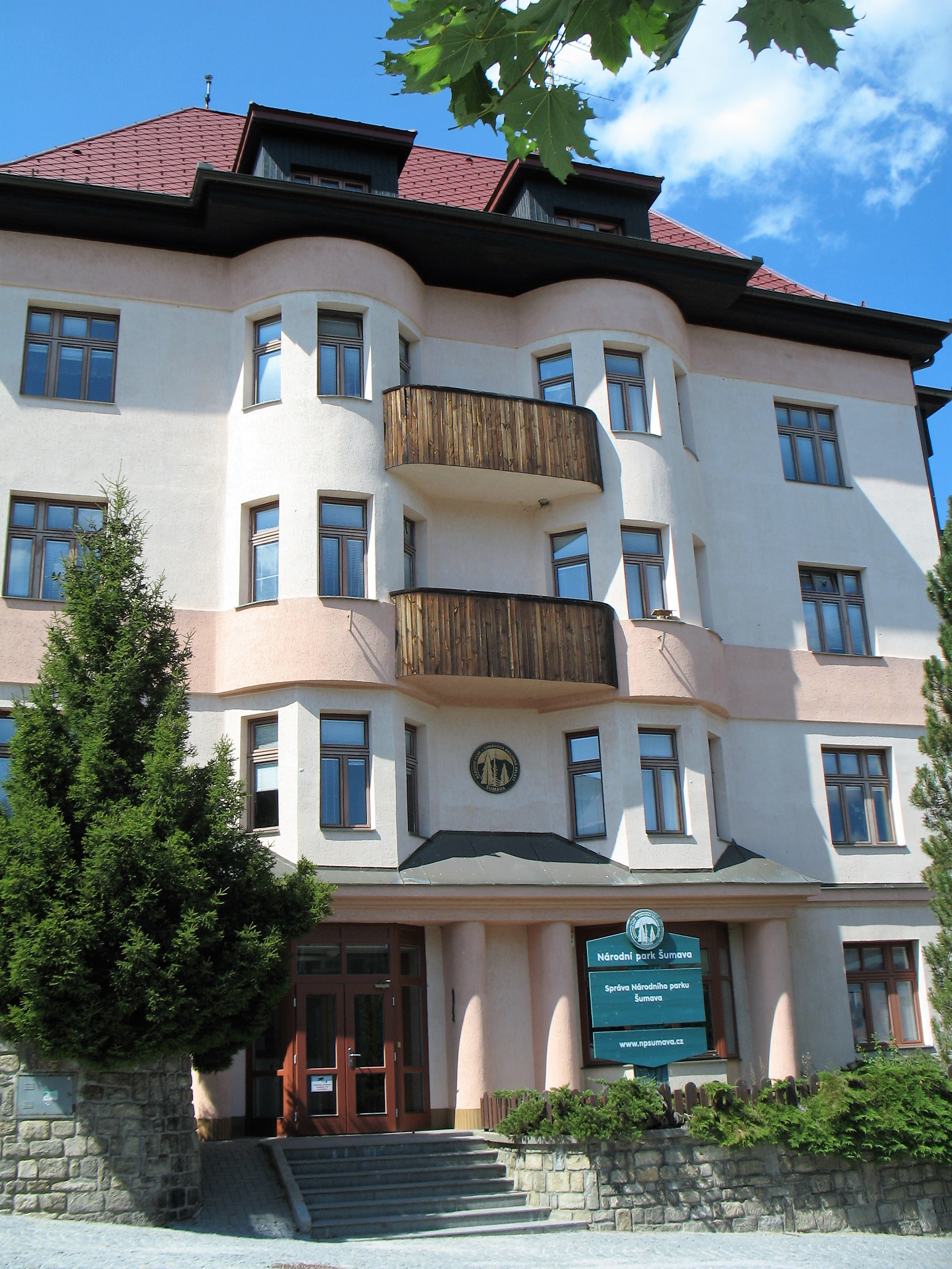
Sídlo správy Národního parku Šumava ve Vimperku

Národní park Šumava se nachází na jihozápadě ČR. Lze jej od severovýchodu po jihovýchod geomorfologicky rozdělit na – Šumavské pláně, Železnorudskou hornatinu, Boubínskou hornatinu, Želnavskou hornatinu a Trojmezenskou hornatinu s Vltavskou brázdou. NP Šumava se rozkládá v nadmořské výšce mezi 600 m (údolí Otavy u Rejštejna) a 1378 m (vrchol Plechého – nejvyšší hory české části Šumavy). Nejvyšší horou na české straně Šumavy je Plechý, nejvyšší horou Bavorského lesa je Velký Javor – 1456 m n. m. Chráněná krajinná oblasti Šumava, která tvoří ochranné pásmo NP, má rozlohu 99 624 ha.

## Význam a smysl parku

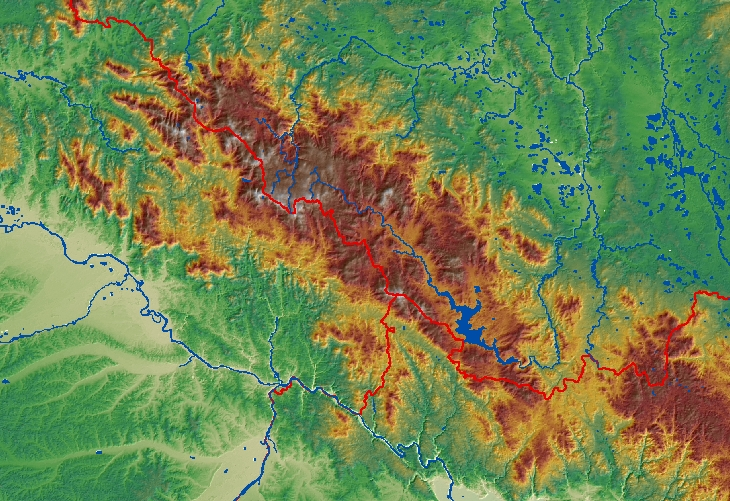
Topografická mapa Šumavy.

Národní park vznikl v roce 1991 z části území původní Chráněné krajinné oblasti Šumava. Účelem jeho vzniku bylo ochránit pestrou mozaiku unikátních rozsáhlých rašelinišť, smrkových i bukových pralesů, horských luk, nespoutaných řek a ledovcových jezer. Jako jeden z největších souvislých komplexů lesa ve střední Evropě je nazýván Zeleným srdcem Evropy, Šumava bývá často označována i jako zelená střecha Evropy. Domov zde mají desítky ohrožených druhů rostlin a živočichů, jako jsou rys, los či tetřev hlušec. Některé druhy hmyzu se nevyskytují nikde jinde na světě než právě v šumavských rašeliništích – ty ale byly v minulosti odvodňovány, což se na parku negativně projevilo, proto v letech 2018–2024 budou odvodněné plochy v rámci programu Life for MIRES revitalizovány.

### Historie ochrany Šumavy
První snahy o vyhlášení přírodního parku Šumava se datují do roku 1911. V roce 1963 byla zřízena výnosem ministerstva kultury Československé republiky dle zákona č. 40/1956 Sb. Chráněná krajinná oblast Šumava o rozloze 163 000 ha, což byla v té době největší chráněná krajinná oblast na území České republiky. V roce 1990 byla v Paříži vyhlášena biosférická rezervace Šumava pod patronací UNESCO. Od roku 1990 Ramsarská konvence o ochraně mokřadů mezinárodního významu registruje území "Šumavská rašeliniště".
"Šumava" byla IUCN, Mezinárodní unií pro ochranu přírody, zařazena do "Červené knihy ekosystémů" (IUCN - o Ecosystems Red List). Dlouhá léta usiloval o založení NP pan Václav Vodák ze Sušice, jehož zásluhou byla v r. 1991 zřízena v Sušici pobočka WWF. NP Šumava byl vyhlášen nařízením vlády České republiky z  20. března 1991, které vešlo v účinnost 10. května 1991. Projekt na založení NP Šumava zpracovali: Ing. arch. Václav Franěk, Ing. Jaroslav Havlík, Zuzana Jonová a Ing. František Krejčí. Na základě tohoto projektu byly získány finanční prostředky na založení NP Šumava od Světové Banky ve Washingtonu (WBW) a také byl do ČR Světovou Bankou vyslán expert Dr. Goetz Schuerholz, pod jehož vedením vznikl první Management plán NP Šumava. Správa NP je často kritizována za přílišné "rozkouskování" I.zóny a za zásahy v I.zóně NP Šumava.

### Legislativní ochrana území

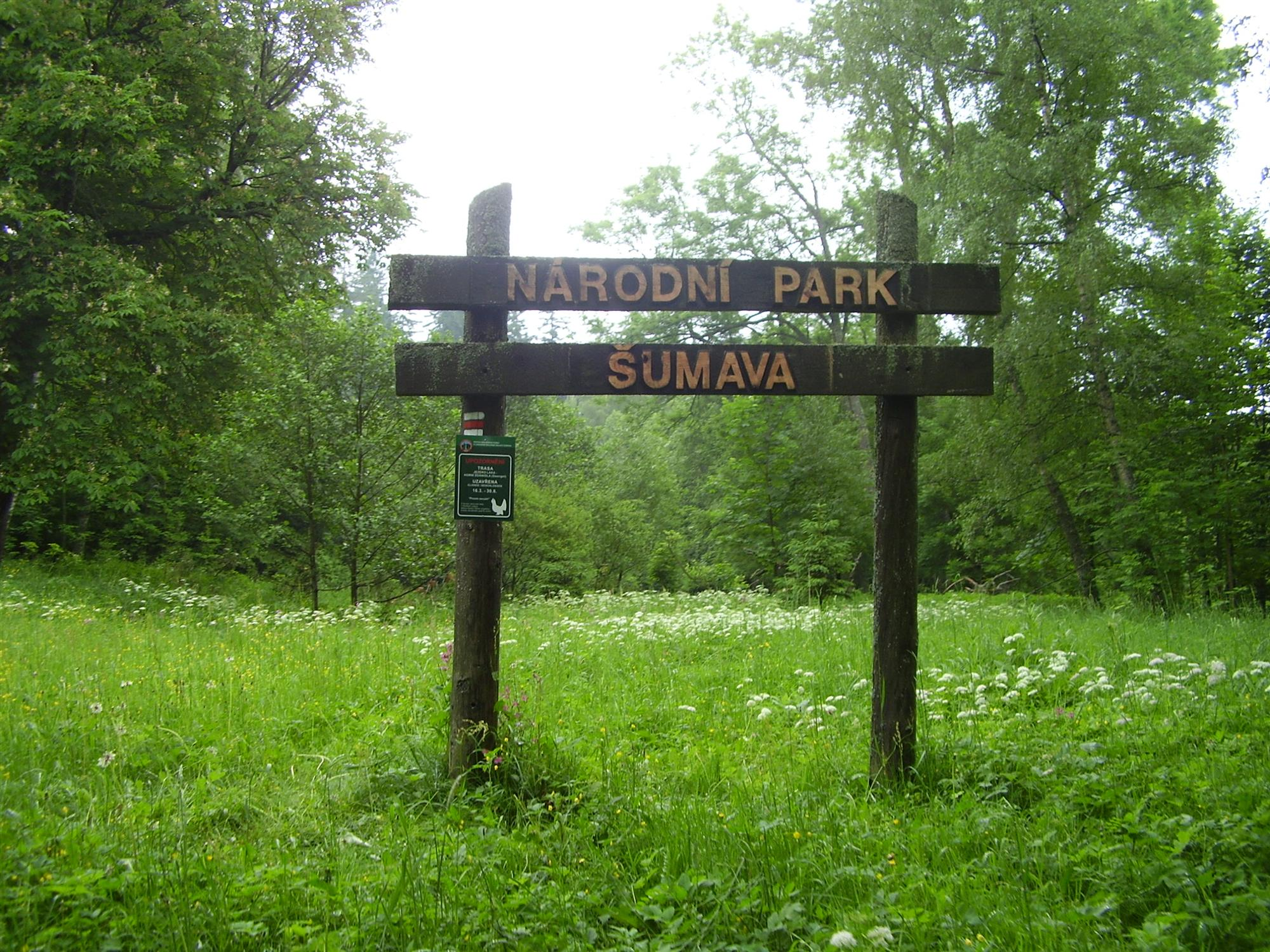
Nápis vítající návštěvníky NP Šumava nedaleko Alžbětína

Koncepce ochrany a bezzásahovosti v NPŠ byla stanovena zákonem o ochraně přírody a krajiny č. 114/92 Sb. a nařízením vlády České republiky č. 163/1991 Sb. ze dne 20. března 1991. Podle § 2 tohoto nařízení je posláním národního parku uchování a zlepšení jeho přírodního prostředí, zejména ochrana či obnova samořídících funkcí přírodních systémů, přísná ochrana volně žijících živočichů a planě rostoucích rostlin, zachování typického vzhledu krajiny, naplňování vědeckých a výchovných cílů, jakož i využití území národního parku k turistice a rekreaci nezhoršující přírodní prostředí. Hospodářské a jiné využití národního parku musí být podřízeno zachování a zlepšení přírodních poměrů.
Podle prvního českého ministra životního prostředí Bedřicha Moldana z legislativní úpravy a samotného faktu založení Národního parku Šumava plyne úmysl, aby NP Šumava nesloužil jako hospodářský les, kde má přednost jeho produkční funkce, nebo nebyl zábavním parkem, turistickým centrem, či úpravnou Stromovkou, ale oblastí umožňující obnovu přirozených lesních ekosystémů.
V lesních porostech zásahových se podmínky pro obnovu lesa uměle vytvářejí. Ovšem v lesních porostech se samovolným vývojem se mladé stromky či semenáčky vyvíjejí samy, bez lidské péče. Probíhá zde přírodní výběr a přežijí jen ty stromky, které mají dostatek světla, tepla, vláhy či živin. I přes množství vlivů, které na mladé dřeviny působí, jsou lesní porosty ponechané samovolnému vývojem rychleji či méně rychle (dle lokality) přirozeně obnovovány. Množství přirozené obnovy v těchto místech ukazuje i monitoring, který zde Správa NP Šumava provádí.
Ochranné podmínky území řeší zonace území NP (3 zóny – stupně ochrany), velikost a umístění ochranných zón je výsledkem rozhodnutí MŽP. Zonace území NP je považována za nutný prostředek k obnovení ekologické stability krajiny.
- I. zóna – přísná přírodní, zahrnuje nejcennější a nejstabilnější území s přirozenými ekosystémy – pralesovité zbytky lesů, mokřady a vrchovištní rašeliny. Území I. zóny je ponecháno přirozenému vývoji bez ovlivňování člověkem.
- II. zóna – řízená přírodní, zahrnuje zbývající převážnou část lesních a ostatních ekosystémů s různým stupněm skladby a stavu porostů od původních, změněných až po silně poškozené a geneticky nevhodné. Cílem veškeré činnosti je udržení přírodní rovnováhy a postupné přibližování stávajících ekosystémů (cestou usměrňování a rekonstrukce) přirozeným společenstvům.
- III. zóna – okrajová, zahrnuje území člověkem značně pozměněná a střediska soustředěné zástavby. Cílem je udržet a podporovat využívání této zóny pro trvalé bydlení, služby, zemědělství, turistiku a rekreaci, pokud to není v rozporu s posláním národního parku.[8]

Velikost a umístění I. zón a překračování pravidel v nich Správou NP Šumava je terčem kritiky ekologů i odborně vzdělané veřejnosti. Podle některých hlasů je také do budoucna třeba postupovat především systémově a vylepšit zonaci parku tak, aby byla první zóna začleněna do kompaktnějších celků. Jiní oborníci, zejména lesníci, naopak schvalují politiku parku, zejména zásahy proti lýkožroutu a nebo kritizují malý rozsah zásahů.
Na území NP bylo vyhlášeno 24 státních přírodních rezervací a jiných maloplošných chráněných území, některé z nich přešly do I. zón NP a jako takové zanikly, ostatní jsou zařazeny kategorie přírodní památka (v roce 2003 jich bylo 27).
Nový zákon, který se má zabývat speciálně NP Šumava, připravuje od roku 2011 ministerstvo životního prostředí. První návrh zákona byl připraven Plzeňským krajem ve spolupráci s Jihočeským krajem, šumavskými obcemi a řadou odborníků. Podle premiéra Petra Nečase bylo, kromě zavedení IV. zón, hlavní vadou, že by hospodaření v Národním parku spravovala obecně prospěšná společnost (nezisková společnost) především pod správou krajů a nevytvářela tak pro vládu ČR žádný zisk, pouze náklady.

### Rozepře o koncepci NP Šumava

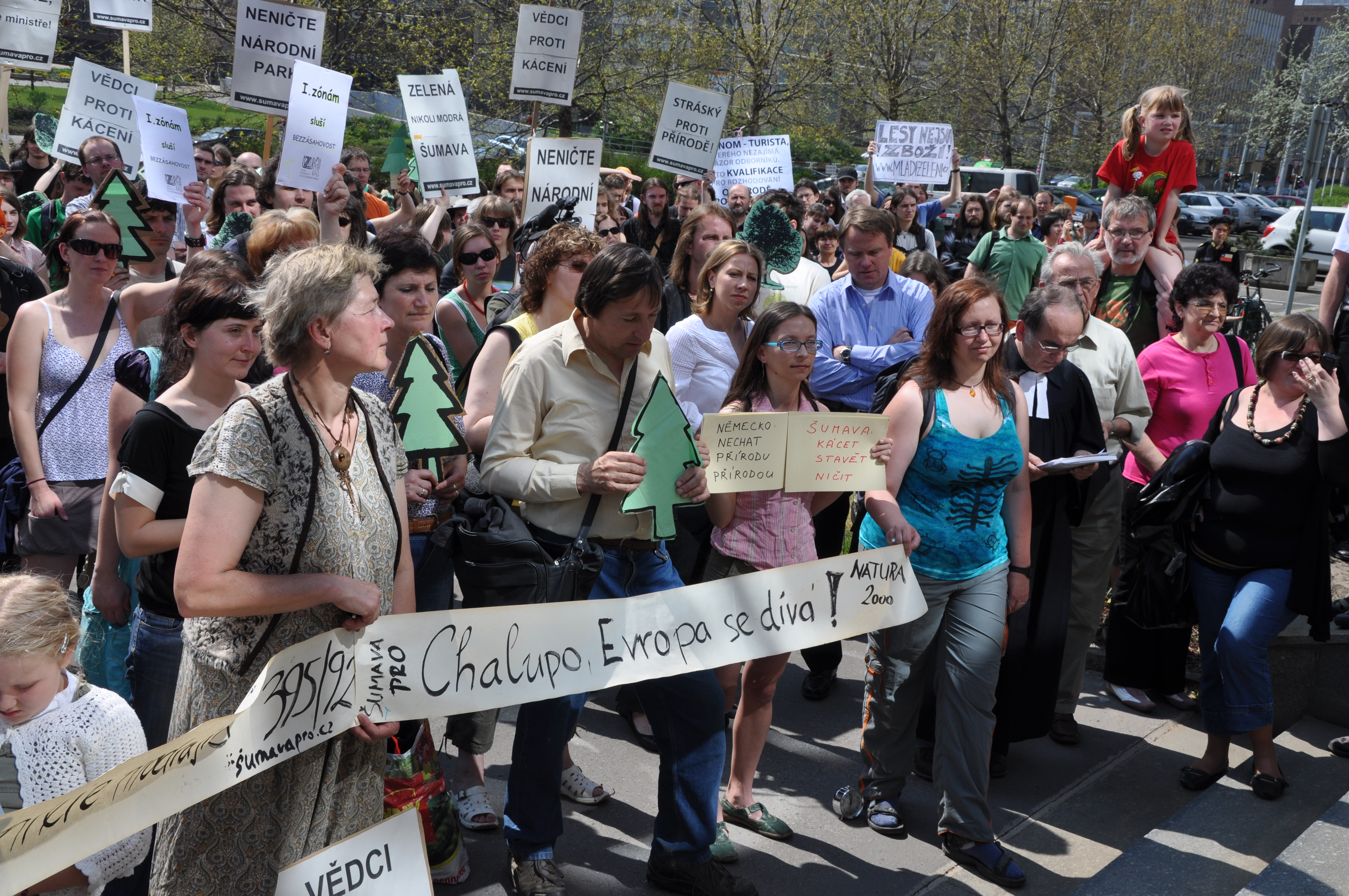
Demonstrace proti kácení v NPŠ před budovou MŽP

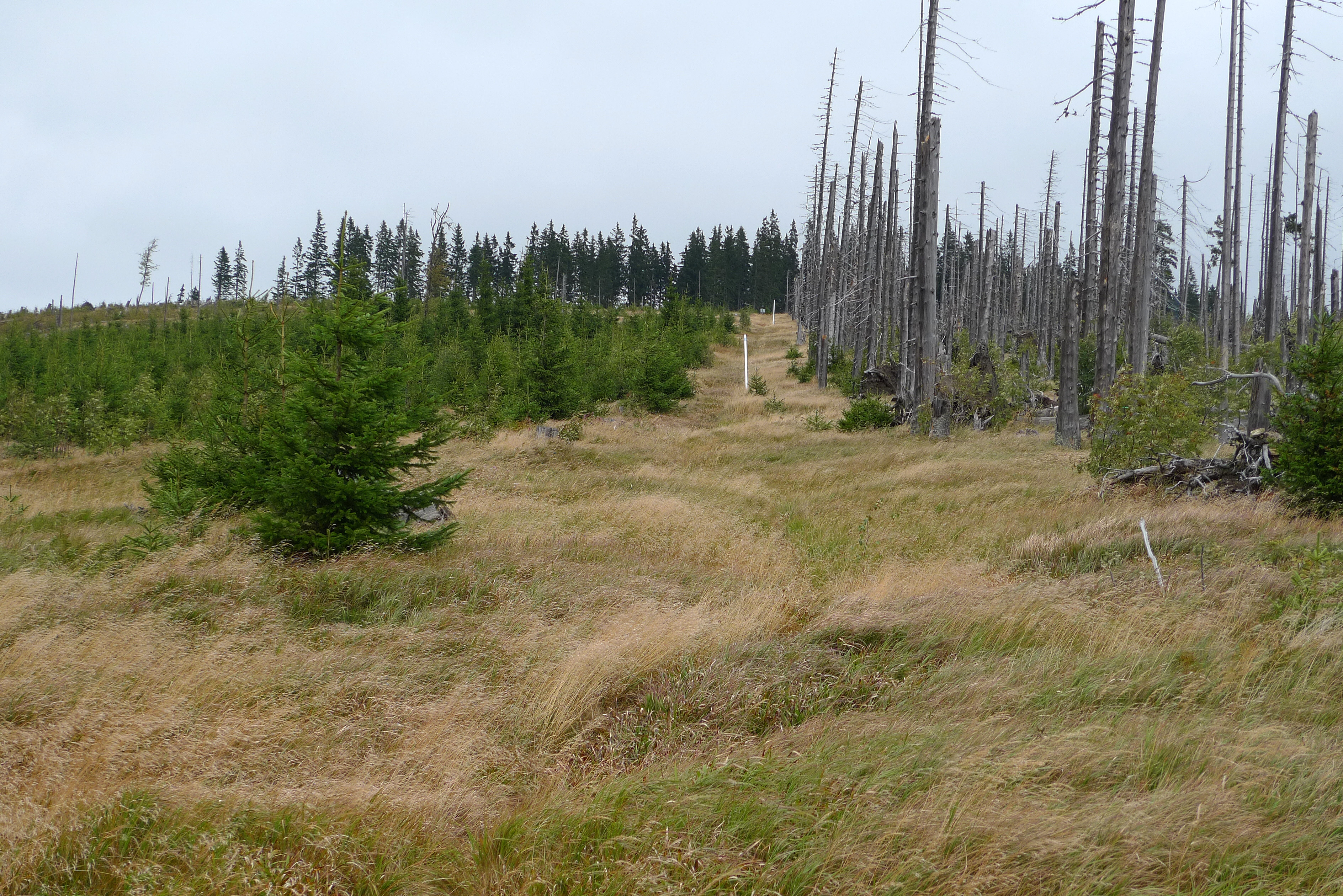
Hranice mezi Českou republikou a Německem, hranice mezi "lesnickým" a bezzásahovým přístupem ke kůrovci

Národní park dlouhodobě zápasí s mnoha problémy, z nichž některé sice lze označit za zpolitizované a o nichž debata přerostla ve veřejnou diskusi. Problémem jsou zejména pravidelně se opakující kůrovcové kalamity a otázky zásahů proti nim. Vedou se velké spory o způsob zásahu – jeden názor, jež zastávají především ochránci a správa NP Šumava, je vytyčit území bezzásahových zón a nechat v těchto oblastech přírodu, ať si poradí sama. Pokud by to bylo možné, chtěla by správa NP Šumava během několika desítek až stovek let docílit toho, že by bylo co největší možné prostranství vyhlášeno bezzásahovými zónami. Druhý názor je oblíbený především u lesníků, místních a turistů. Ti by nejraději jakýkoliv náznak kůrovce řešili zásahem – vykácením a následným vysázením nových stromů. Neradi totiž vidí přírodu, na kterou si již zvykli, v "chátrajícím stavu" (místní a turisté) nebo by jim vyhlášení bezzásahových zón překazilo hospodářství se smrkovým dřevem. Jenže každý z těchto názorů má jak své výhody, tak z něj plyne také i několik nevýhod. Jednou z výhod vymezení bezzásahových zón je zachování "čisté" přírody bez zásahů člověkem, k čemuž by vlastně i NP měl sloužit. Nevýhodou však je následné šíření kůrovce do okolních lesů. Avšak pojedeme-li se do míst 1. zóny NP Šumava – bezzásahové zóny podívat, všimneme si přirozené obnovy lesů. A jak se lesy začaly samy přirozeně obnovovat, tak tam začaly růst znovu i listnaté stromy, které byly z místních lokalit odstraněny a nahrazeny smrkem, což také přispělo k takovému rozsahu kalamity – lesy napadl lýkožrout smrkový, který napadá pouze smrky, a jelikož nebyly v lesích jiné stromy, napadal celé lesy. Další výhodou přirozené obnovy, což je i zároveň nevýhoda zásahů člověkem, je růst různověkých stromů – přičemž když pokácíme poškozené oblasti a ihned tam vysázíme nové stromy, budou lesy opět monokulturní a stejnověké – kůrovec napadá především hlavně staré stromy, takže zestárne-li les stejně, tak ho kůrovec ve stejné době napadne a jsme opět u kůrovcové kalamity. Na druhou stranu výhodou druhého názoru – pokácet napadené a vysázet nové – by bylo možné předejít kalamitě, bylo-li by to v našich silách, ale zároveň by bylo potřeba brát ohledu na to, jak má vypadat zdravý les, což je les, kde rostou různé druhy stromů. Zároveň napadení kůrovcem starých stromů patří k obvyklému přírodnímu chodu a předejdeme-li možným příčinám, kterým lze předejít, nebudeme již čelit tak častým stavům vyhlášených za kalamity.
Dalšími problémy jsou například politické spory týkající se těžby dřeva, výstavba dalších turistických středisek a areálů na území parku a CHKO, spory s vodáky a provozovateli s vodáctvím spojených zařízení na horním toku Vltavy, spory týkající se struktury a zonace parku a spory s obcemi, jejichž katastry zasahují na území parku, a v neposlední řadě netransparentní výběrová řízení.

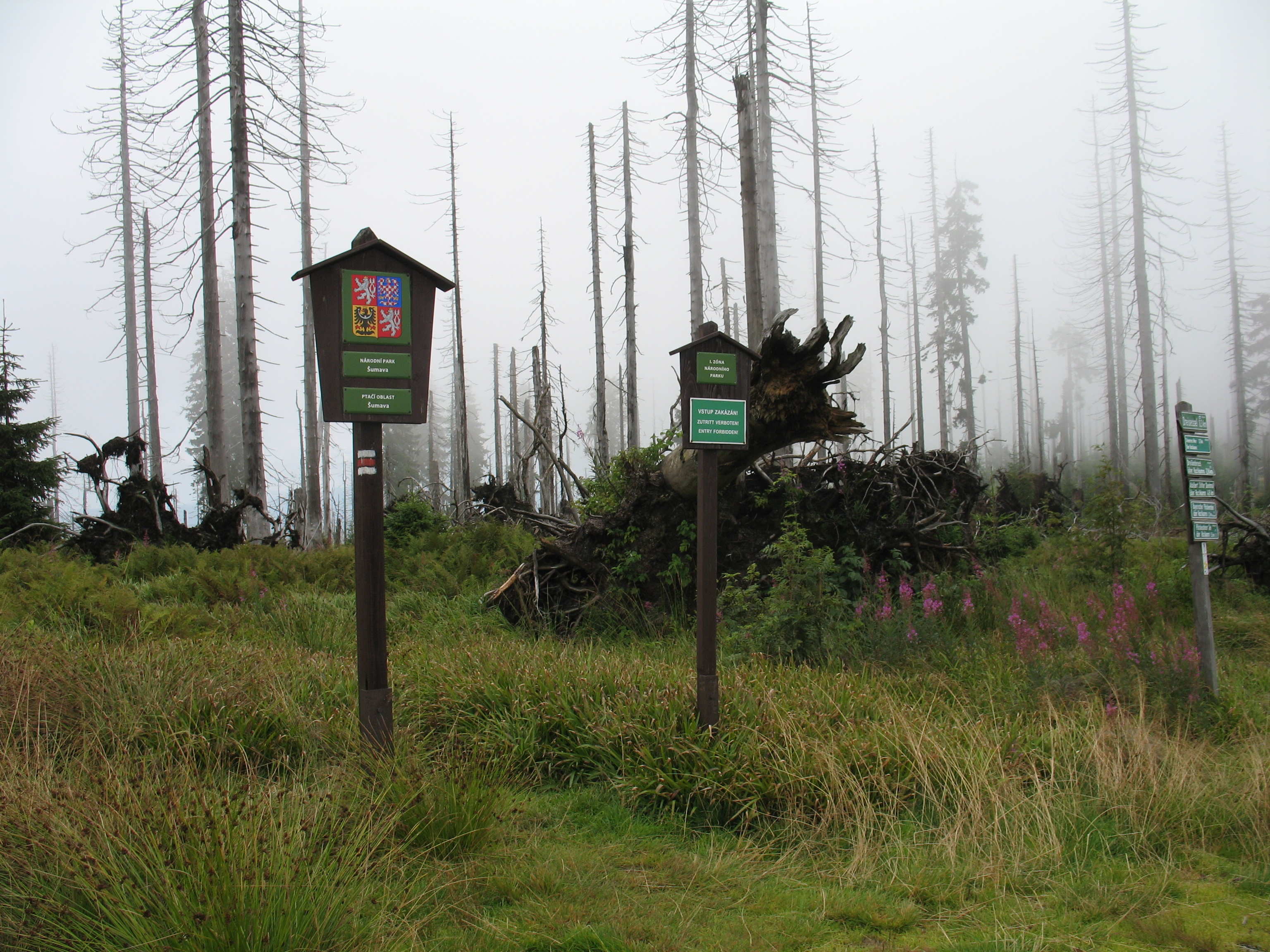
Vrcholové partie Třístoličníku na českém území

Znepokojivě působí zejména pochyby nad správností těžby dřeva v bezzásahových zónách NP a možnosti uskutečnění developerských záměrů v těchto oblastech, stejně jako hrozba ponechání Šumavy kůrovci a zvyšující se nezaměstnanost v zanedbaných šumavských obcích. Současná struktura (rozdrobení bezzásahových prvních zón z ekologického hlediska do nefunkčních minienkláv) a zásahy proti kůrovci, v době nedávno minulé, dokonce v 1. zónách, jsou terčem kritiky ochránců přírody, ekologů – vědců i oficiálních organizací zabývajících se ochranou přírody na mezinárodní úrovni.
Stanovisko odpůrců i zastánců lesnických zásahů v I. zóně NP je dlouhodobě známo (Rozepře o koncepci NP Šumava). Podle sdělení Správy NP byla Správa NP Šumava v roce 2011 povinna zasáhnout na hranicích s Rakouskem proti lýkožroutovi smrkovému (kůrovci) na základě mezistátní dohody mezi ČR a Rakouskem. Vedení NP Šumava si uvědomuje, že v lokalitě Smrčiny se vyskytuje tetřev hlušec a právě hnízdí. Zamýšlený zásah do porostu by však podle sdělení NP probíhal ve stejné lokalitě a ve stejné vzdálenosti od hnízdišť jako v roce 2010, kdy tetřeví populace kvůli zásahům žádným způsobem neutrpěla.

#### Zrušení zákazu vstupu do některých oblastí NP
15. prosince 2010 Nejvyšší správní soud ČR na podnět soukromého aktivisty rozhodl o zrušení zákazu vstupu do oblastí Smrčina, Trojmezná, Vltavský luh, Horskokvildské slatě, Modravské slatě, Křemelná a Plesná s Poledníkem mimo značené cesty, protože tak razantní omezení nebylo v nařízení Správy NP dostatečně zdůvodněné. Dotčené oblasti nepatří k první zóně národního parku, ale dnes zde žije například jediná životaschopná populace tetřeva hlušce v České republice. Navrhovatel podle soudního spisu uvedl, že odpůrce nemá dostatečně přesný přehled, v jakých lokalitách v NP Šumava žije jaký počet tetřevů.

## Správa Národního parku Šumava
Správa NP Šumava je resortní organizace zřízená ministrem životního prostředí v dubnu 1991 v souvislosti se zřízením Národního parku Šumava. Do 31. prosince 2014 nesla název Správa NP a CHKO Šumava, ale na základě zákona č. 250/2014 došlo od 1. ledna 2015 k podřízení správy CHKO pod správu národního parku a tím i vypuštění označení CHKO z názvu správního orgánu.
Posláním organizace je výkon státní správy v oblasti ochrany přírody a krajiny, zemědělského půdního fondu. Její povinností je péče o pozemky, porosty a drobné vodní toky ve svěřeném území. Správa má dbát na to, aby turistika a rekreace území parku a CHKO nezhoršovala prostředí. Je zodpovědná za osvětu vysvětlují cíle parku a přírodní procesy ve svěřeném území. Krátkodobým úkolem Správy NP je realizace pěstebních opatření proti přemnožení lýkožrouta smrkového (kůrovce) v rámci pravomocí a způsobem, který je jí zákonem vymezen. Dlouhodobým úkolem je vytvoření a ochrana přirozeného bezzásahového ekosystému.

### Ředitelé NPŠ
- březen 1991 – září 1991 – Milan Skolek (pověřen řízením)
- říjen 1991 – září 1993 – Jiří Kec
- říjen 1993 – červenec 1994 – Miroslav Filip
- srpen 1994 – prosinec 2003 – Ivan Žlábek
- leden 2004 – březen 2007 – Alois Pavlíčko
- březen 2007 – říjen 2010 – František Krejčí
- listopad 2010 – únor 2011 – Zdenka Šartnerová (pověřena řízením)
- únor 2011 – červen 2012[21] – Jan Stráský
- červenec 2012 – duben 2014 – Jiří Mánek
- květen 2014 – červenec 2015 – Pavel Hubený (pověřen řízením)
- červenec 2015 – dosud – Pavel Hubený

### Audit hospodaření za období 2009 až 2011
Audit hospodaření Správy NP a CHKO Šumava za období 2009 až 2011, provedený společností PricewaterhouseCoopers, prokázal závažná pochybení v hospodaření této organizace. Těžba dřeva na území parku byla podle auditu zadávána bez výběrových řízení a vedení organizace odmítlo auditorům poskytnout seznam odběratelů. Současně s tím bylo odhaleno obcházení platných zákonů o vypisování výběrových řízení jejich rozdělováním do menších částí, u nichž nebyla povinnost takové řízení vypisovat.

## Příroda

### Geologie
Geologická prozkoumanost území národního parku i celé Šumavy je celkově na nízkém stupni. Teprve v posledních letech zde dochází k dalším průzkumům, které ukazují, že Šumava je komplikovaná klenbovitá struktura varisky přepracovaných krystalických hornin moldanubika. Šumava patří mezi nejrozsáhlejší a nejstarší pohoří střední Evropy s rozsáhlými relikty vrcholových plošin, ležících v několika úrovních v nadmořské výšce nad 1000 m n. m. Tyto jsou zachovány v její centrální části a nazývají se Šumavské pláně. Na Šumavě převládají přeměněné horniny a hlubinné vyvřeliny (především ruly a svory). V nejmladších geologických obdobích ovlivňovala tvářnost Šumavy řada horských ledovců a vysílala své splazy do údolí. Jejich působením vznikly příkré skalní stěny ledovcových karů a množství přesunutého materiálu. Působení ledovce modelovalo také nejvyšší vrchol na české straně Šumavy, Plechý s 1378 m. Některé říčky, jako Vydra a Křemelná vyhloubily kaňonovitá údolí. Z geologicky utvářených zajímavostí jsou atraktivní útvary nazývané obří hrnce vznikající erozí například v Povydří. Pro Šumavu typickou půdou je rašelinná půda (organozem, Histosol).

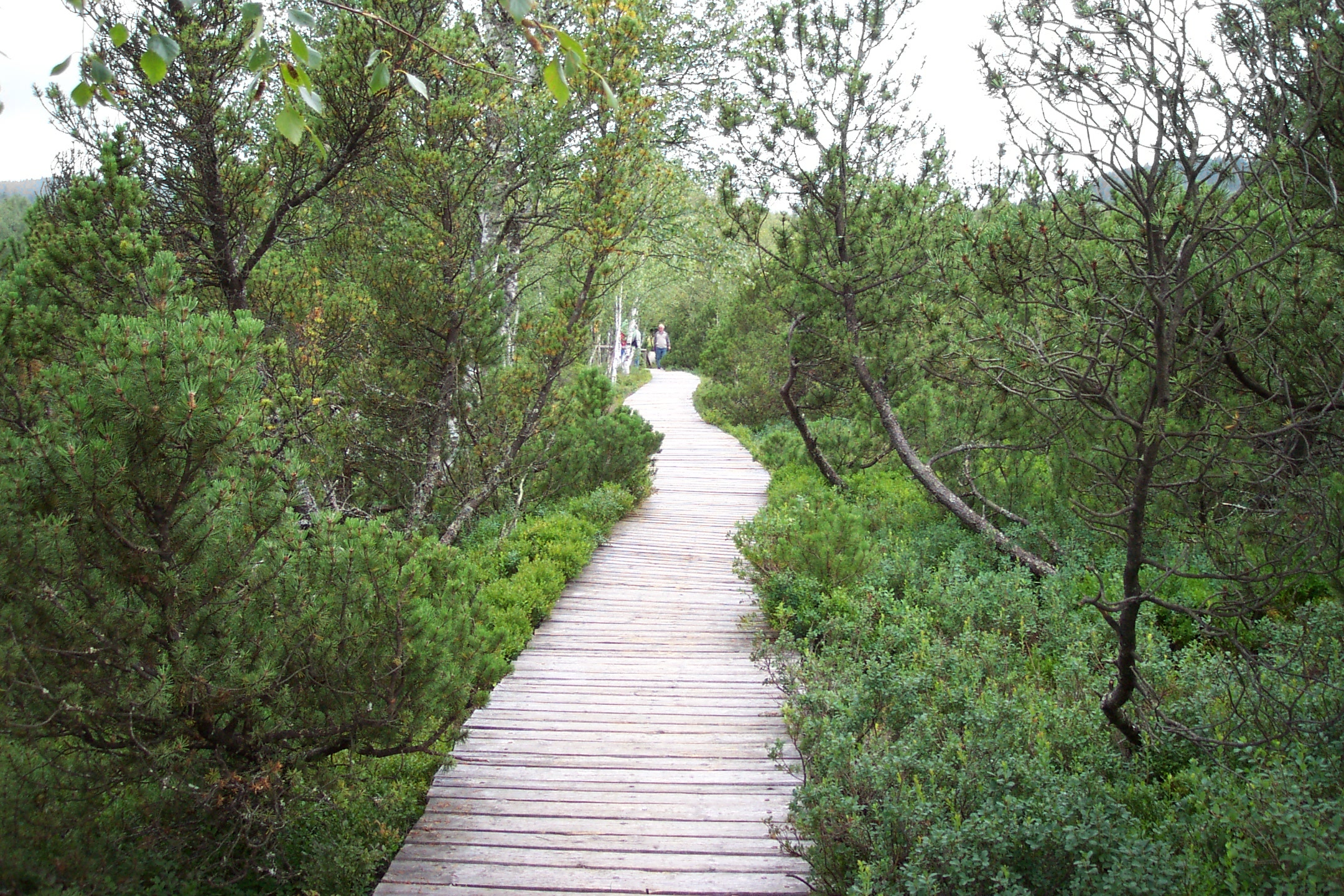
Naučná stezka, Chalupská slať.
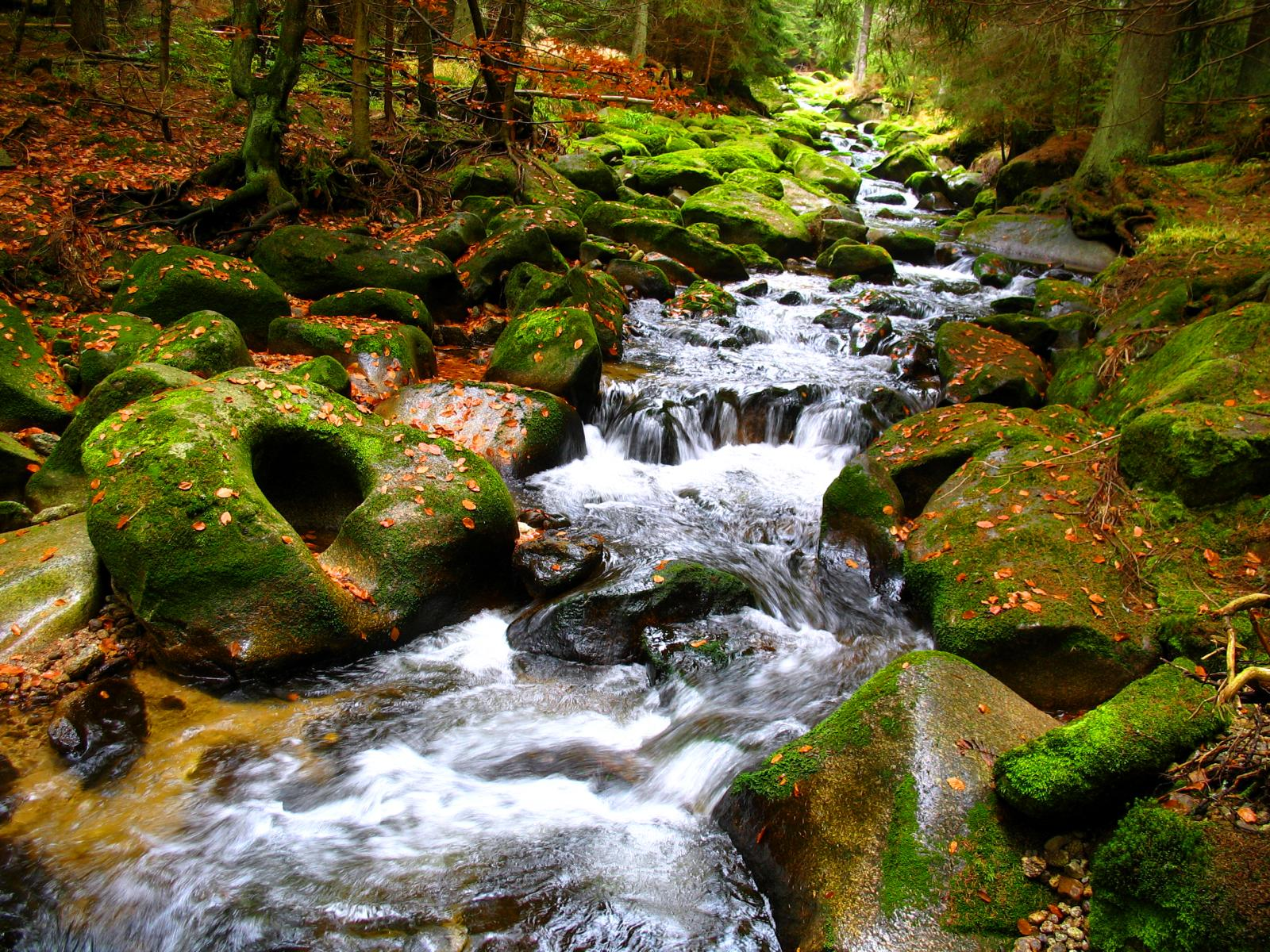
Obří hrnec na Světlé
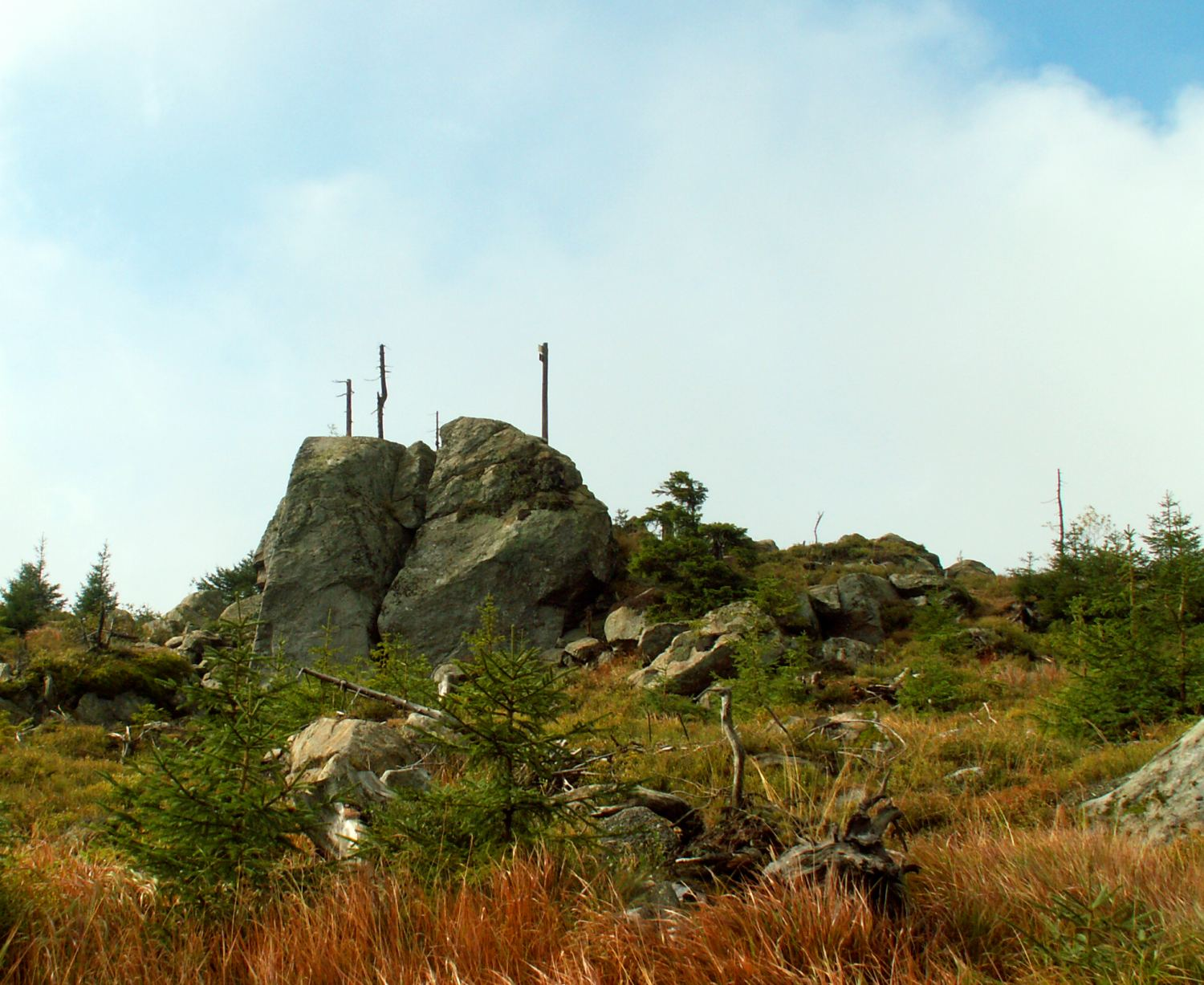
Hora Oblík

### Vrcholy v národním parku
Nejvyšší horou na území národního parku Šumava je Plechý (1378 metrů) ležící v geomorfologickém okrsku Plešská hornatina. Plechý je zároveň i nejvyšší horou české a rakouské Šumavy. Nejvyšší vrcholy na území (uváděna nejvyšší výška v Česku):
| - Plechý (1378 m) - Nad Rakouskou loukou (1373 m) - Velká Mokrůvka (1370 m) - Blatný vrch (1370 m) - Trojmezná (1362 m) - Špičník (1351 m) | - Vysoký hřeben (1344 m) - Plesná (1338 m) - Smrčina (1333 m) - Malá Mokrůvka (1331 m) - Černá hora (1316 m) | - Poledník (1315 m) - Ždánidla (1308 m) - Stráž (1308 m) - Třístoličník (1302) - Studená hora (1302) |

### Hydrologie
Vodstvo NP Šumava tvoří prameniště a rašeliniště, vodní toky, ledovcová jezera a umělá vodní díla.
NP Šumava probíhá hlavní evropské rozvodí mezi Severním a Černým mořem. Hydrologicky náleží většina území k úmoří Severního moře, povodí Labe s hlavními řekami Vltavou a Otavou. Pouze malá část území při státní hranici spadá do povodí Dunaje, který ústí do Černého moře.
Celé území Národního parku Šumava je zahrnuto do chráněné oblasti přirozené akumulace vod (CHOPAV), v němž jsou uplatňována ochranná opatření, jejichž cílem je zabránit snižování vodního potenciálu území, nepříznivým změnám jakosti vod a negativním zásahům do přírodních poměrů. Klimatické podmínky, mokřady, rašeliniště a lesní plochy ovlivňují příznivě akumulaci vod v území a regulaci jejich odtoku.

#### Řeky
Východní část území NP Šumava je odvodňována Teplou a Studenou Vltavou. Vltava jako Černý potok pramení na svahu Černé hory a po soutoku s Vltavským potokem u Borových Lad se stává Teplou Vltavou, po soutoku se Studenou Vltavou nedaleko Volar, nese jméno Vltava. Severozápadní oblast NP Šumava odvodňuje Otava vznikající soutokem Vydry a Křemelné u Čeňkovy Pily. Podél jejich toku se vytvořila kaňonovitá a strmá údolí. Vydra vzniká v Modravě soutokem Roklanského, Modravského a Filipohuťského potoka a dále přibírá Hamerský a Zhůřský potok. Přítoky Křemelné tvoří potoky Slatinný, Jezerní, Prášilský a Plavební. Na západě a v okolí Medvědí hory zasahuje na území parku povodí řeky Řezná tekoucí do Dunaje. 

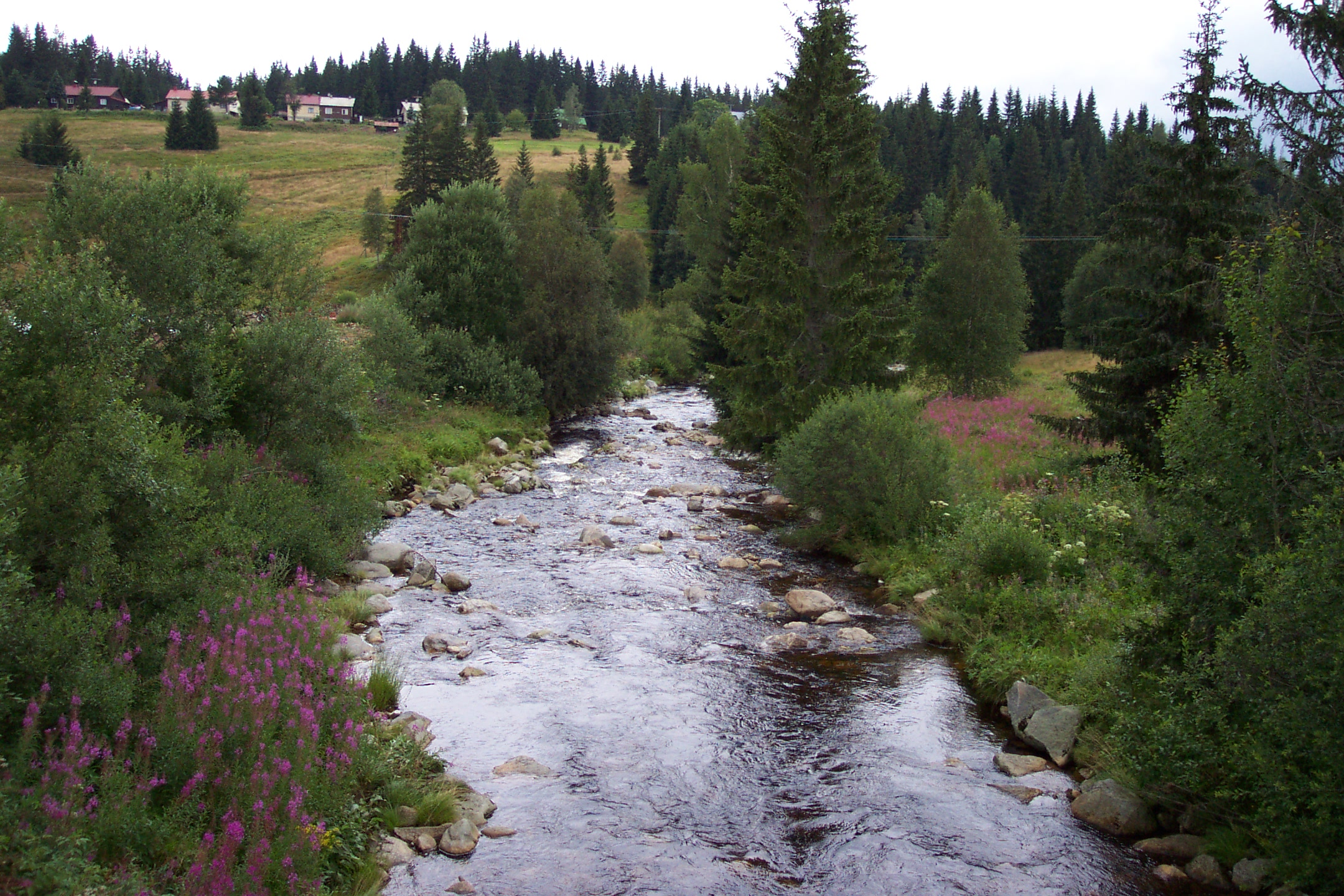
Modrava, řeka.
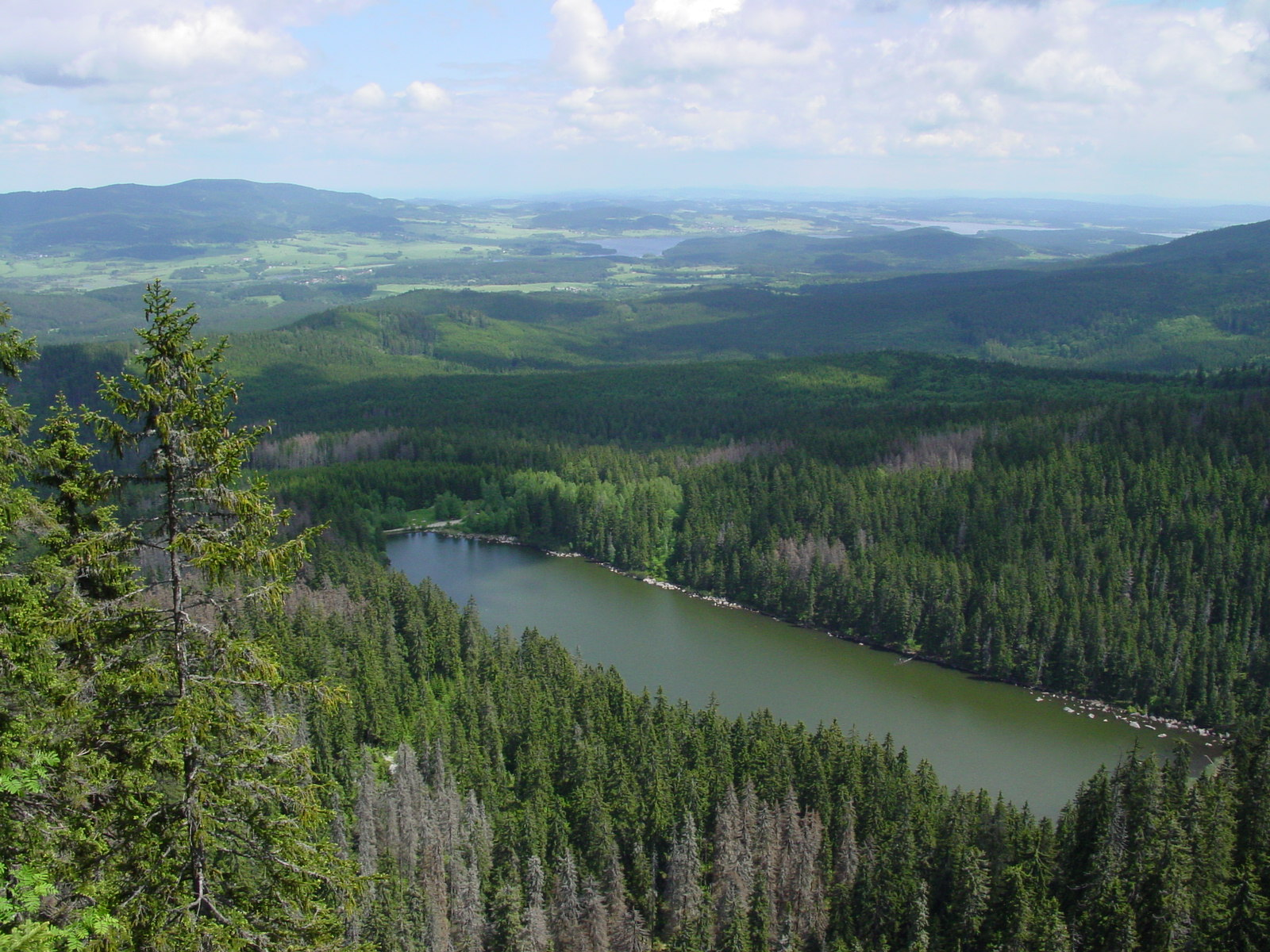
Plešné jezero
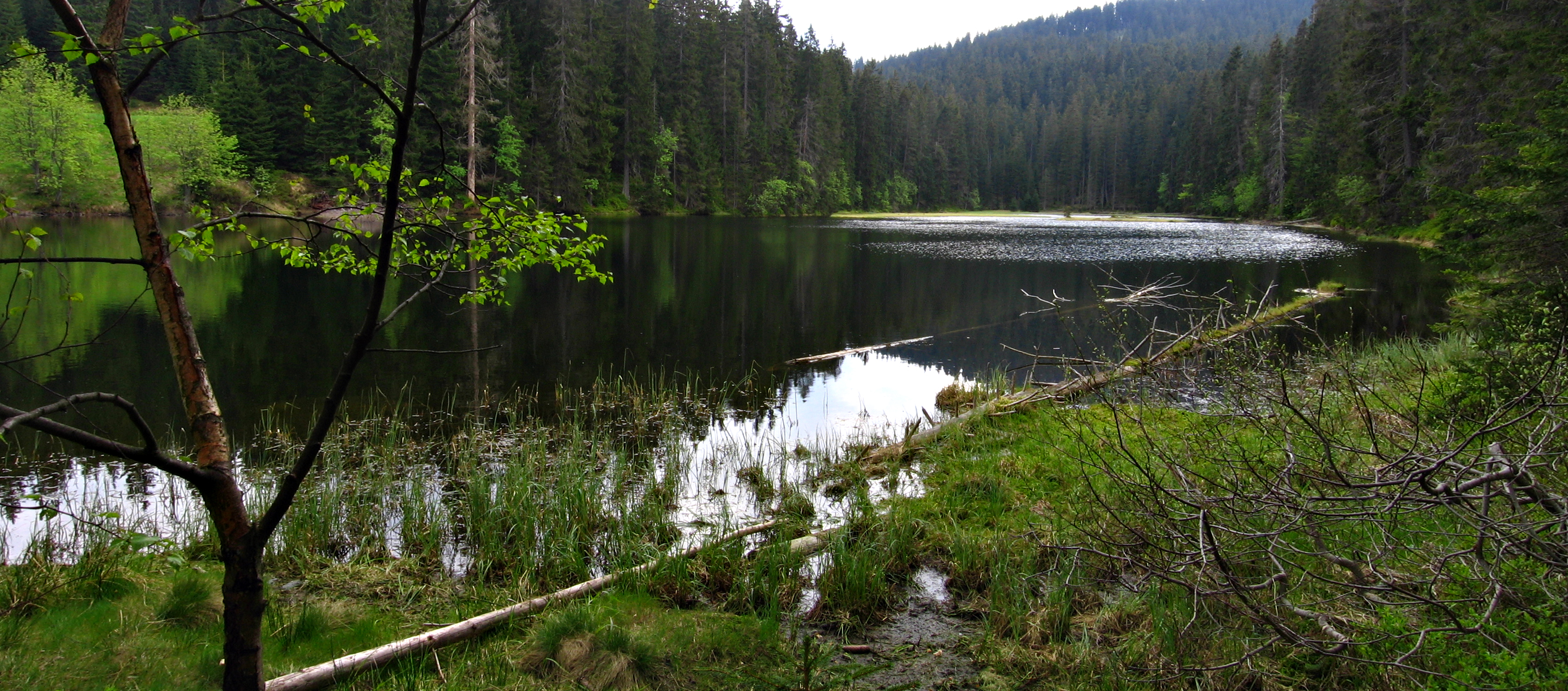
Jezero Laka
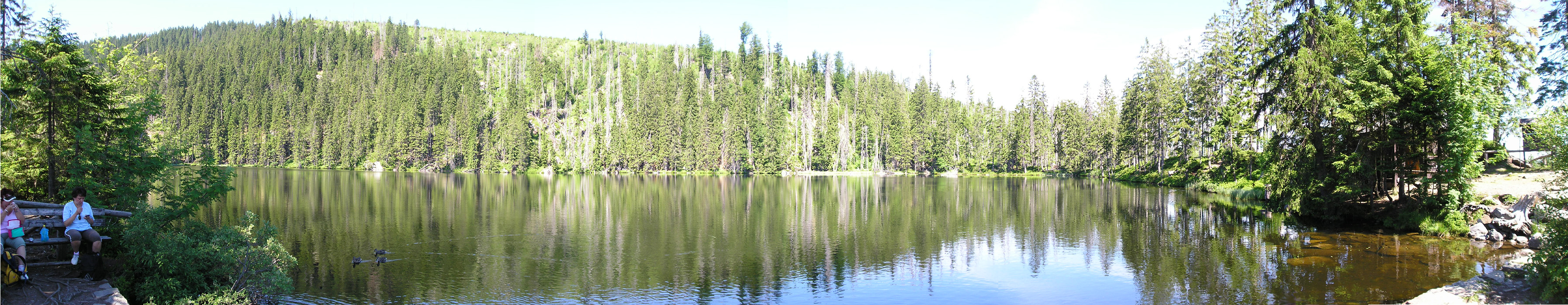
Prášilské jezero
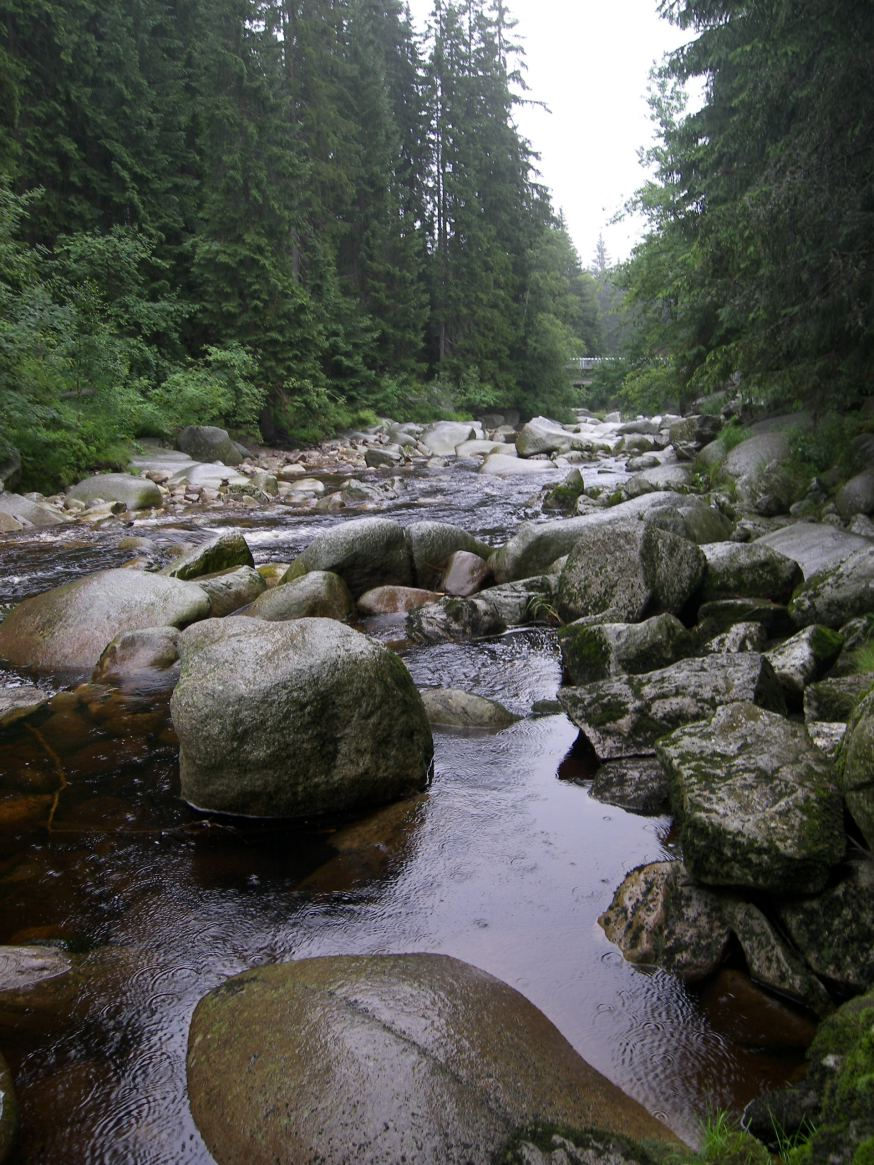
Řeka Vydra.

#### Jezera
V NP Šumava leží tři jezera ledovcového původu Plešné, Prášilské a Laka. V současnosti jsou ovlivněna acidifikací převážně přirozeného původu. V šumavských rašeliništích se nachází rašelinná jezírka. Největší je v Chalupské slati u Borových Lad, menší v rašeliništi Tříjezerní slať u Srní a v Rokytské a Mlynářské slati u Modravy.

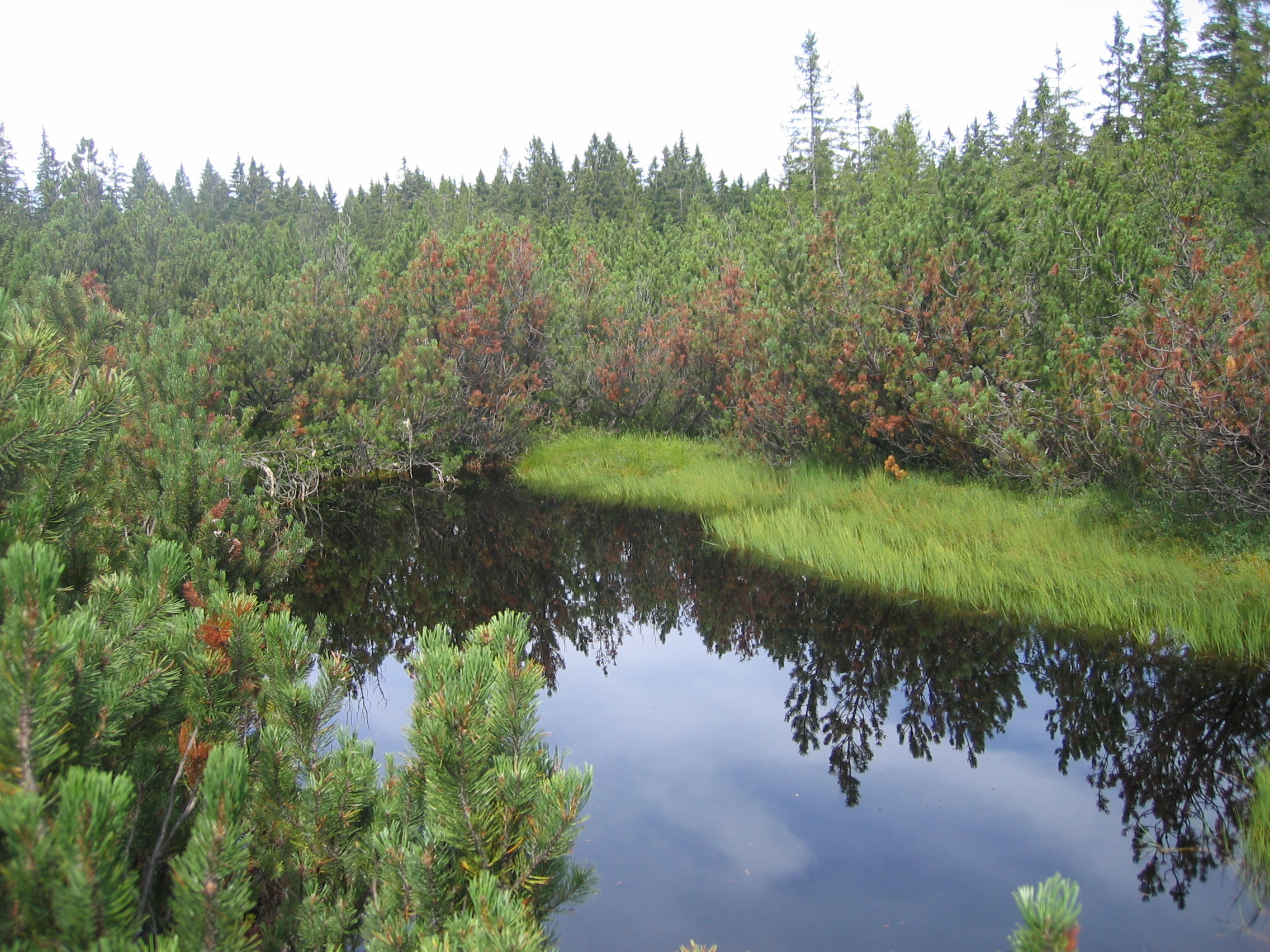
Tříjezerní slať.
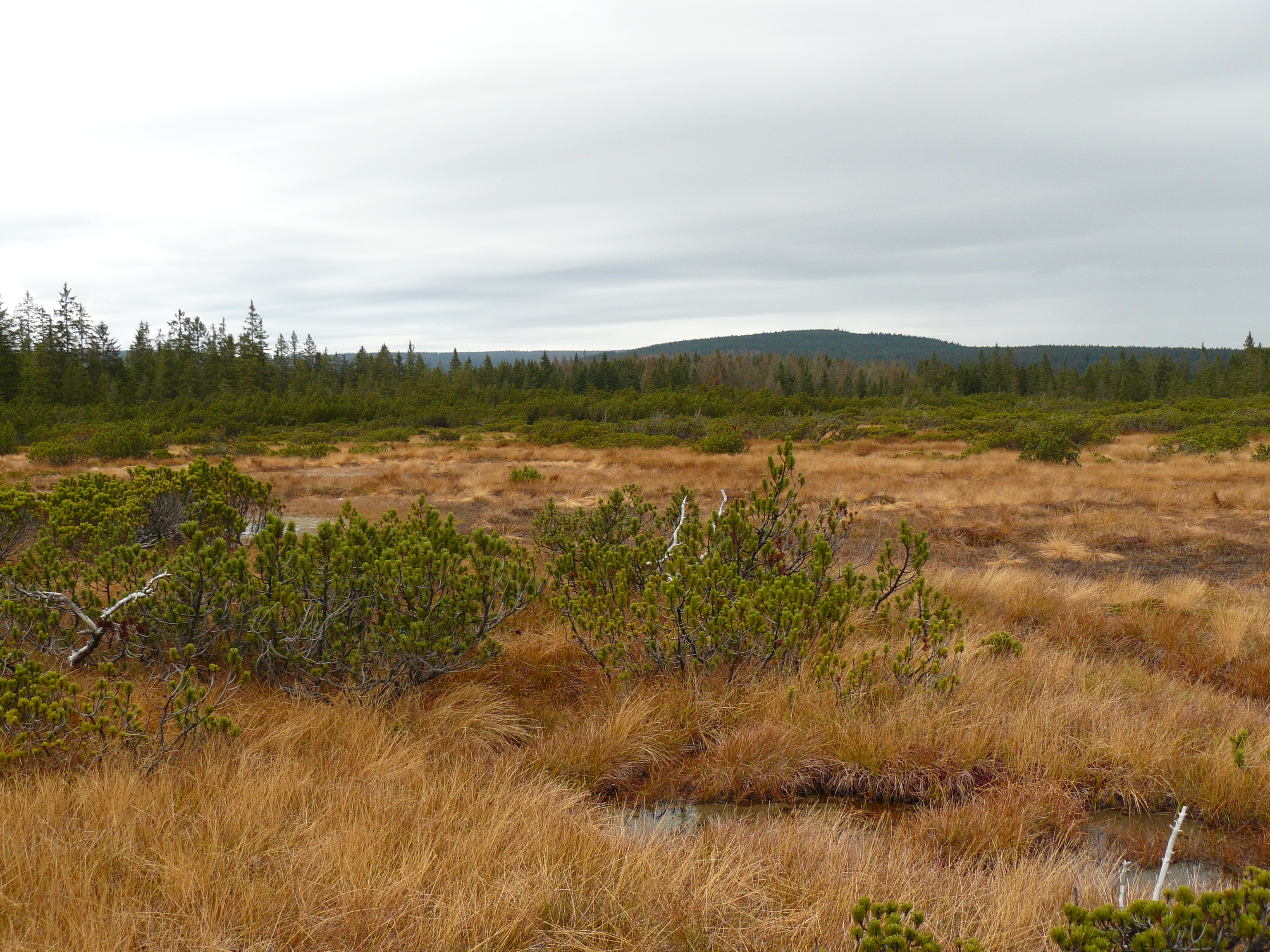
Mlynářská slať.
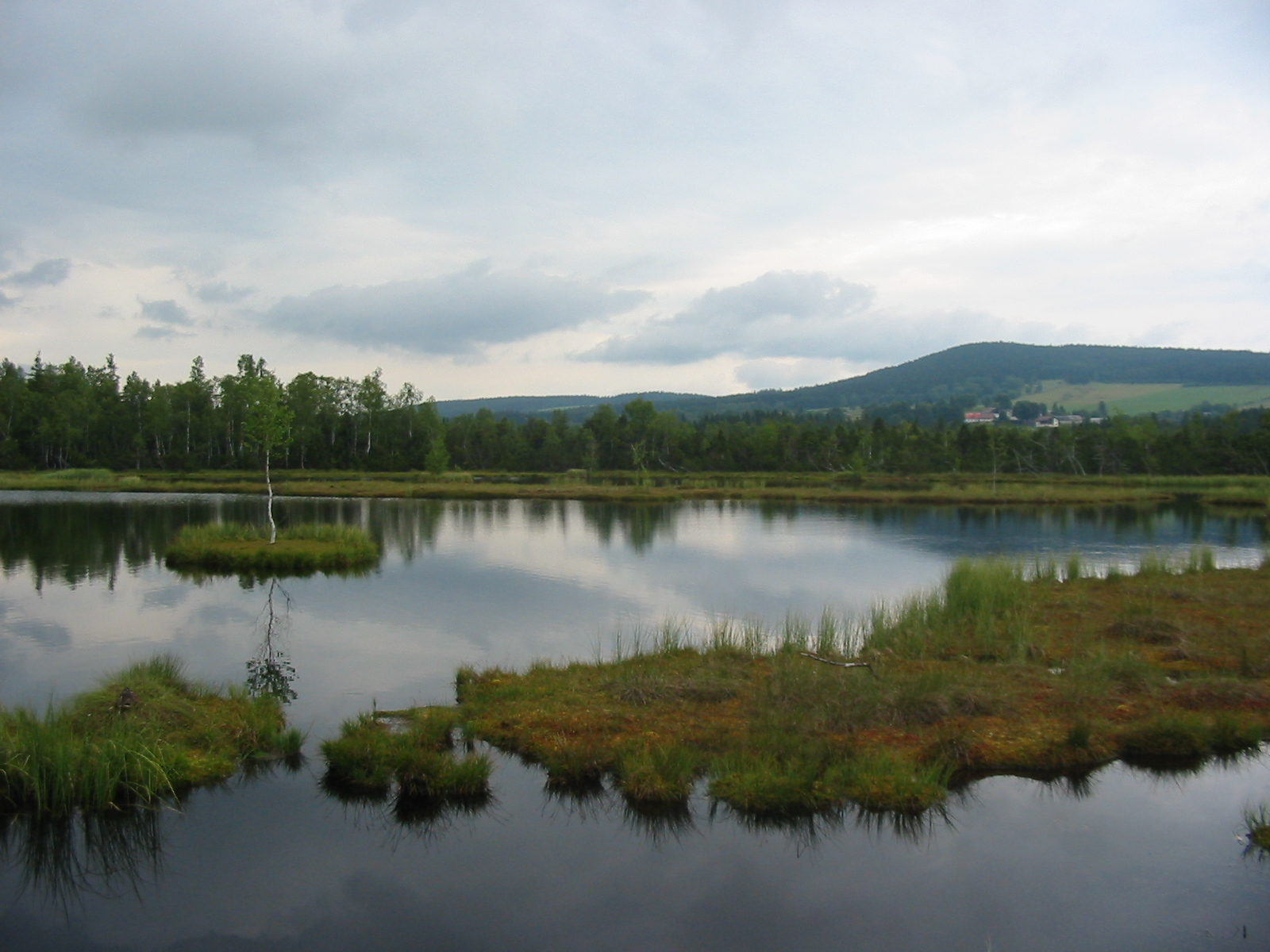
Chalupská slať
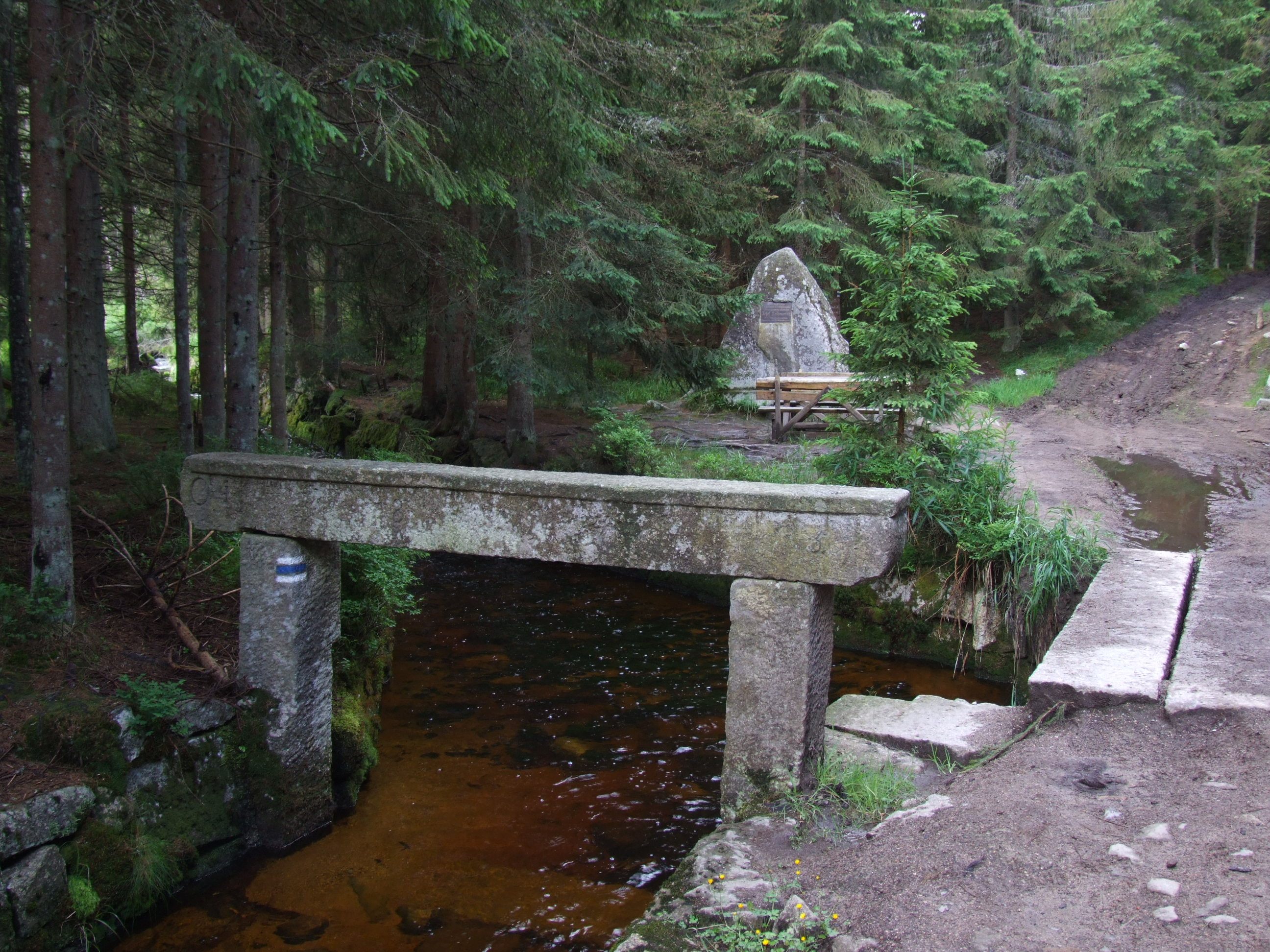
Schwarzenberský plavební kanál, začátek
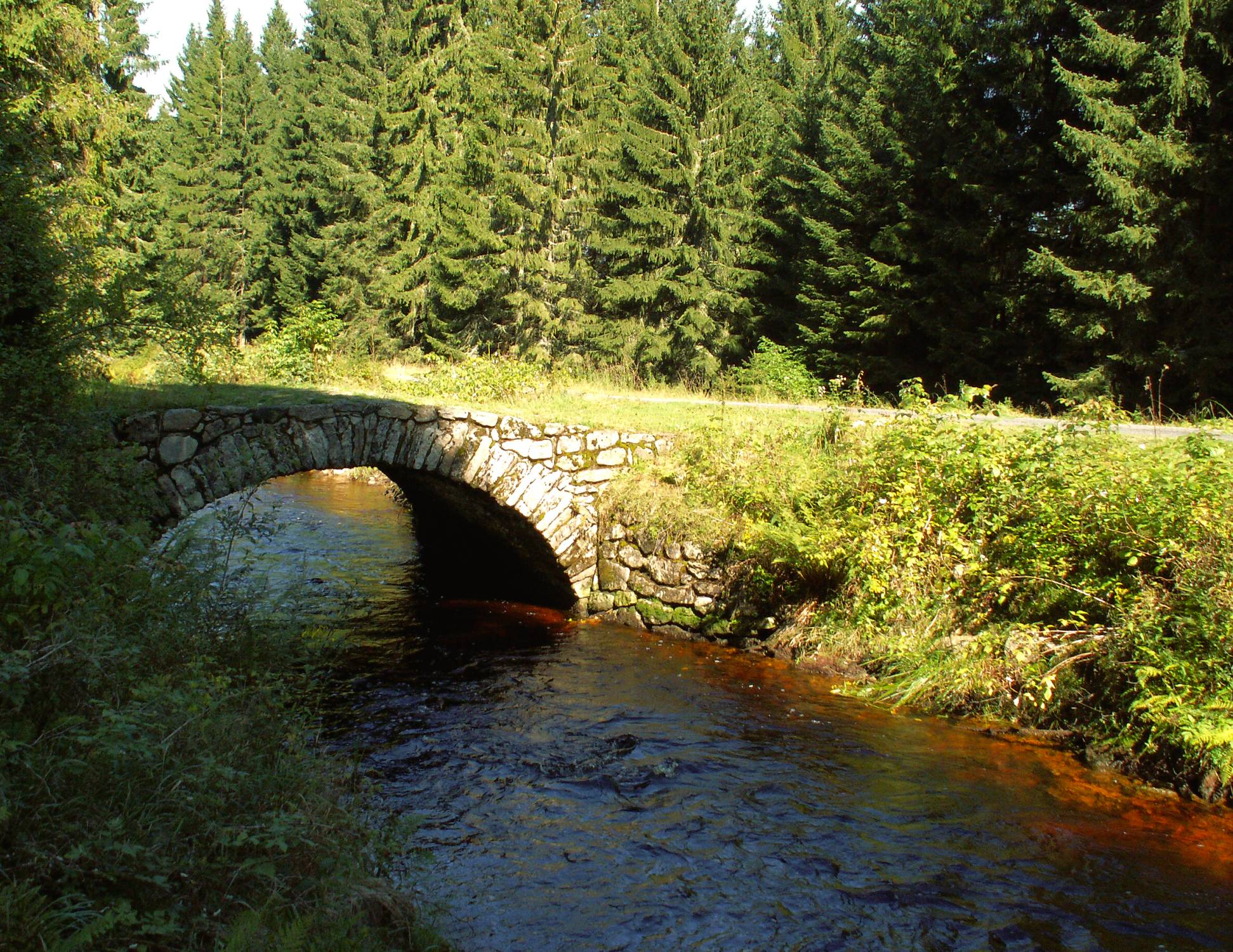
Vchynicko-tetovsky kanál.

#### Vodní stavby
Jsou například plavební kanály, náhony a umělé nádrže. Mezi umělé nádrže patří bývalé plavební a rybochovné nádrže, nebo přehrady. V NP Šumava se také nachází plavební Schwarzenberský kanál a Vchynicko-tetovský kanál, které sloužily k plavení dřeva z těžko přístupných lesních míst. Vchynicko-tetovský plavební kanál slouží nyní pro potřeby elektrárny na Čeňkově Pile. Nejvýznamnější údolní nádrž je Lipenská údolní nádrž, jež byla vybudována na Vltavě v letech 1950–1960 u obce Lipno jako první stupeň vltavské kaskády.

### Podnebí
Podnebí Šumavy má přechodný ráz mezi klimatem oceánským a vnitrozemským, takže má poměrně malé roční výkyvy teploty a poměrně vysoké srážky během celého roku. Šumava náleží do chladné klimatické oblasti. Teploty se mění především s nadmořskou výškou (průměrné teploty jsou ve výšce 750 m n. m. ca 6 °C a v 1300 m n. m. asi 3 °C) a liší se i vlivem terénu. Nejchladnějším měsícem bývá leden, nejteplejším červenec. Největší množství srážek je v centrální části Šumavy a liší se samozřejmě na návětrné a závětrné straně pohoří (srážkový stín). Nejvíce sněhu je v nejvyšších polohách příhraničního hřebene, nejméně na severovýchodním okraji Šumavy. Souvislá sněhová pokrývka leží v nejvyšších polohách 120-150 dní. Ve vrcholových polohách jsou časté mlhy, na vrcholcích a hřebenech silný vítr a námraza.

### Ekosystémy
Vegetační stupně v NP Šumava: jedlobukový, smrkojedlobukový, smrkový.
Biotopy v NP Šumava: vodní toky a nádrže, mokřady a pobřežní vegetace, prameniště a rašeliniště, skály a sutě, sekundární trávníky a vřesoviště, křoviny, lesy, biotopy silně ovlivněné nebo vytvořené člověkem.

#### Lesní ekosystémy v NP Šumava z pohledu antropogenního vlivu
- les přírodní – (prales). Za prales je možno považovat člověkem neovlivněný původní les, který v dané oblasti představuje poslední článek sukcese, klimax.(Boubínský prales). Předpokládá se, že období klimaxu trvá asi 300 let,[26] poté dochází k rozpadu.[27]

- les přirozený – les s přirozenou druhovou skladbou a změněnou prostorovou strukturou (prostor dřeviny vůči jiné). Obnovuje se přirozenou obnovou, nedochází trvale k odstraňování určitých druhů organismů v ekosystému. Člověk zasahuje jen velmi ojediněle, náhodně.(1. zóna parku)
- les přírodě blízký – je lesem s částečně přírodní druhovou skladbu a druhotnou strukturou (prostorově jednodušší, menší věkový rozsah dřevin). Obnovuje se přirozenou obnovou, pokud jsou v něm uměle vysazené nebo nepůvodní druhy, pak to jsou druhy, které nenarušují tok látek a energií ve ekosystému, nezvyšují své zastoupení.
- ekologicky orientované lesní hospodářství – lesní hospodaření, kdy les je chápán a posuzován jako ekosystém a je optimálně využíváno přírodních sil a ekologických zákonů tak, aby les mohl trvale funkce produkce dřeva, ochrany prostředí, zdravotní a rekreační aktivity.[28]

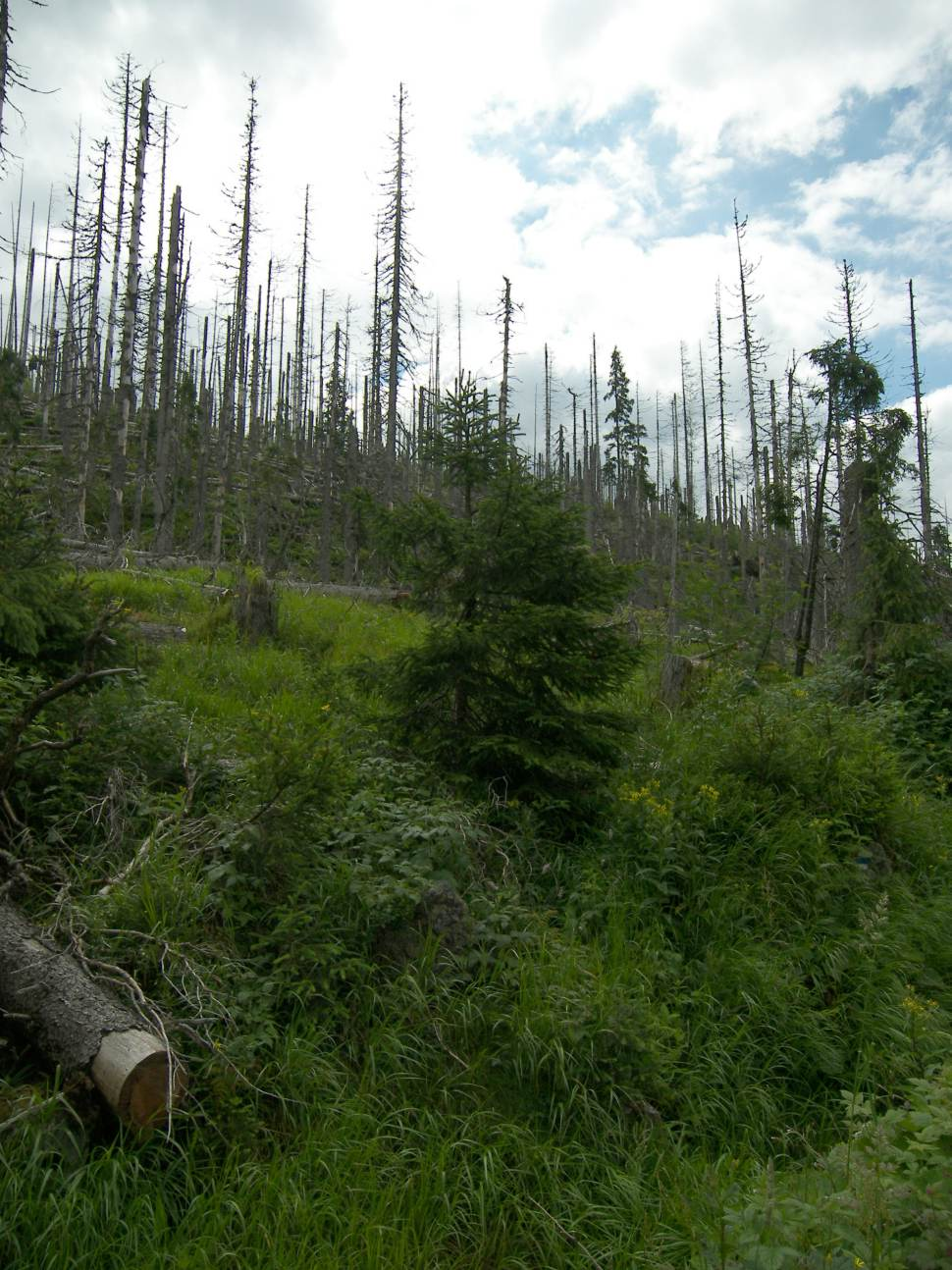
Kůrovcem poškozený les, kolem vrchu Březník, v oblasti Modrava.
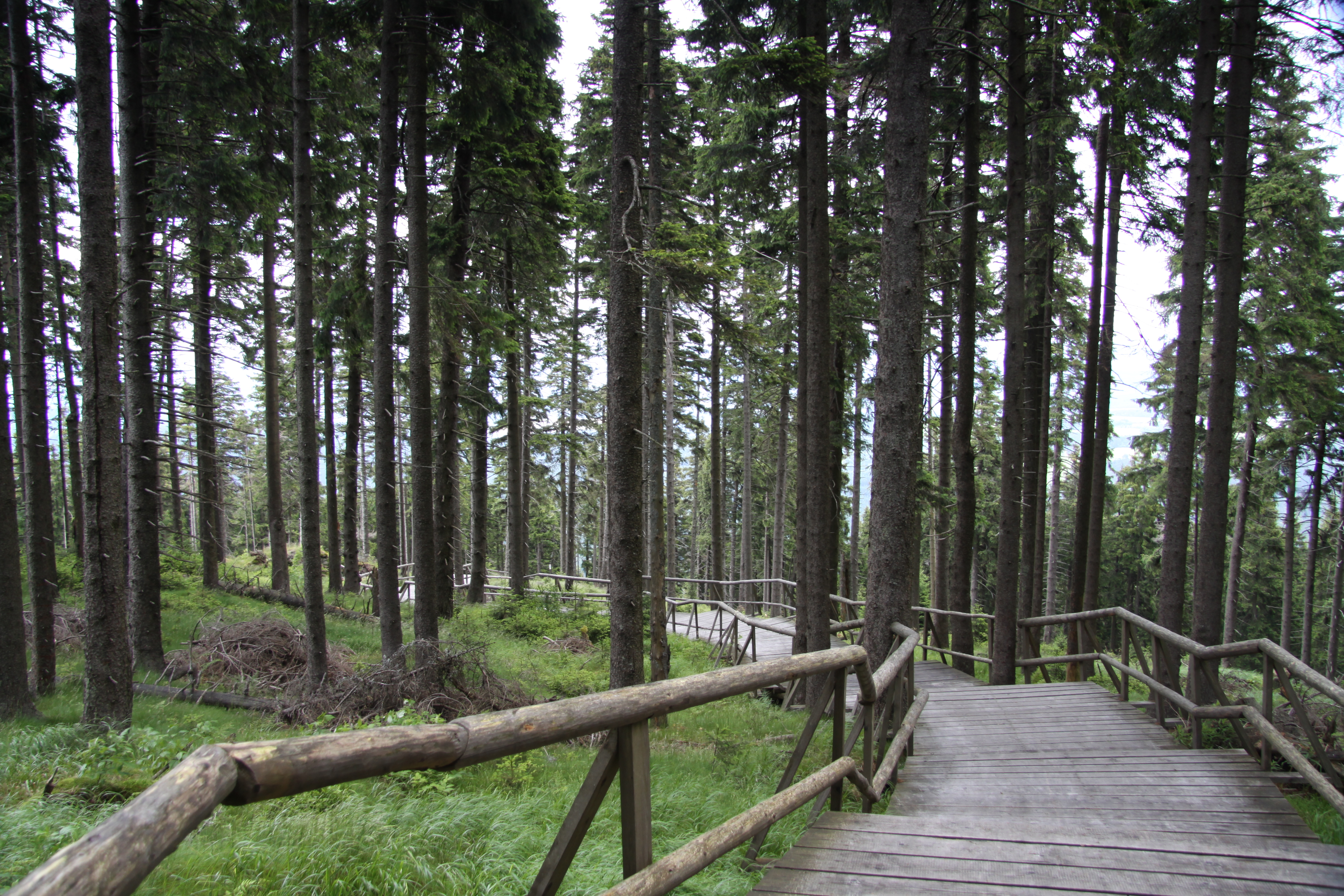
Boubínský prales, naučná stezka.
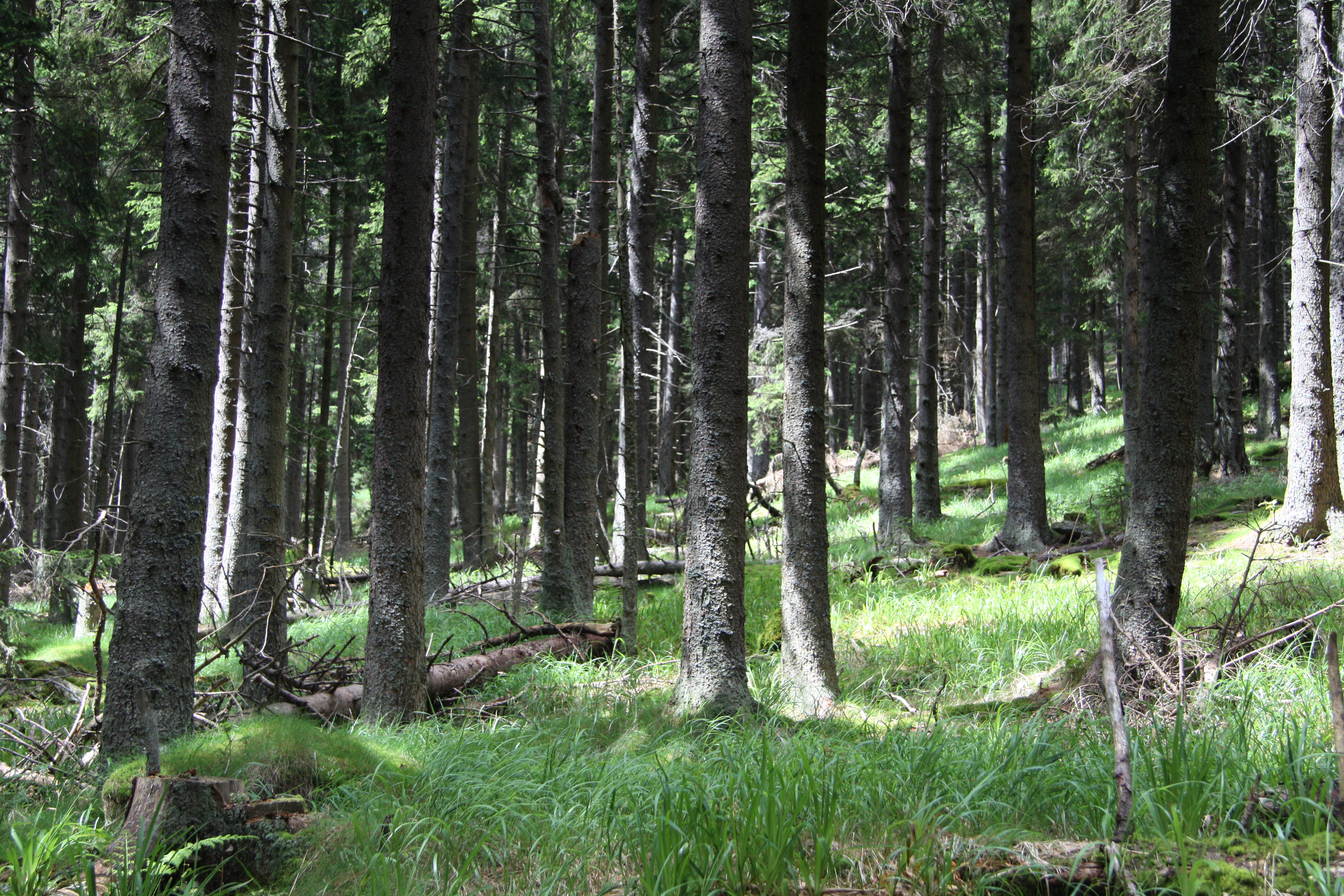
Boubínský prales.
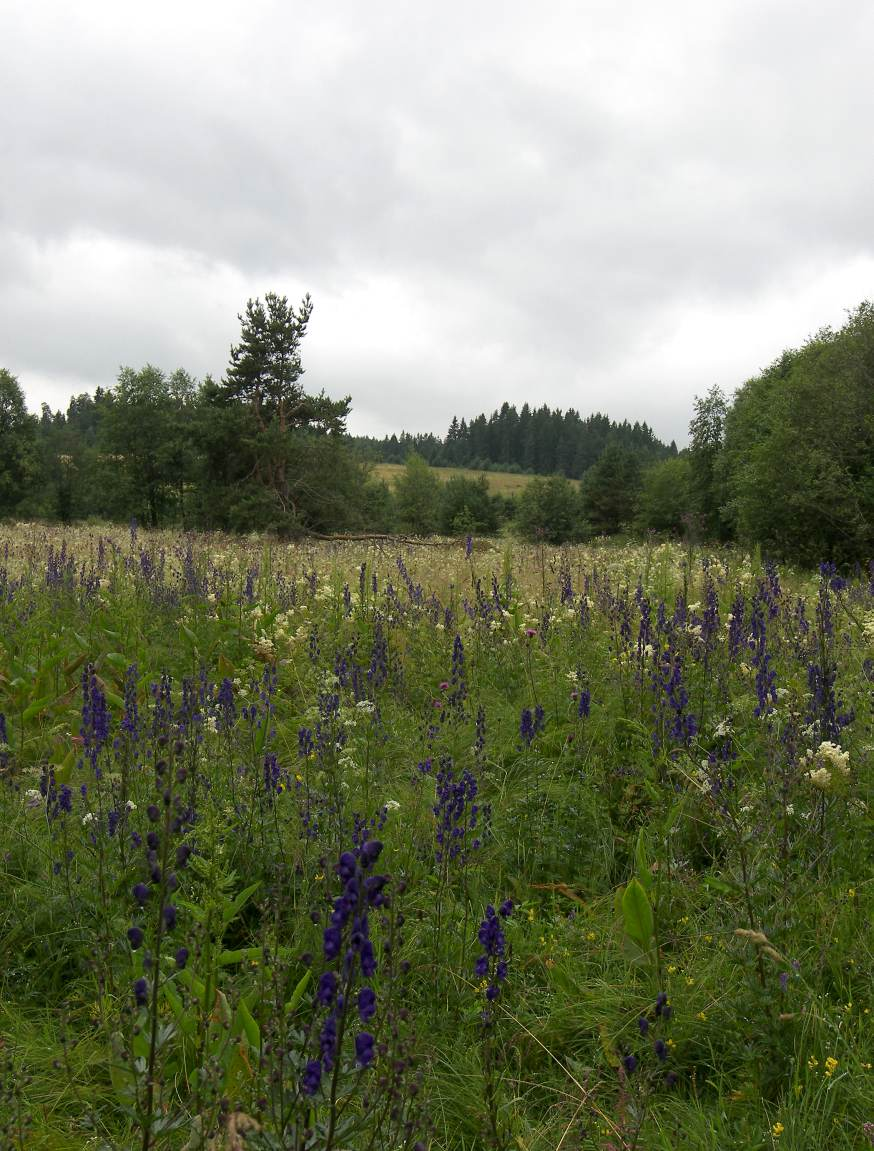
Louka v oblasti bývalé dělostřelecké střelnice u řeky Křemelná, (oměj, Aconitum).

#### Vývoj lesních ekosystémů
Dynamika lesních ekosystémů na Šumavě bývá zpodobňována ve formě tzv. velkého a malého vývojového cyklu. Ve společenství šumavských horských smrčin mohou probíhat změny, obměně porostu formou malého vývojového cyklu, mozaikovitě, kdy dochází k odumírání na menších plochách a nahrazován v ekosystému stejným druhem (např. smrk smrkem, dub dubem) nebo vlivem významné události může obměna procházet tzv. velkým vývojovým cyklem, kdy dochází v ekosystému nahrazení druhu dlouhověkého, typického pro klimaxový stav ekosystému, druhem krátkověkým. K obměně ekosystému tak dochází postupně. Nastává stádium přípravného lesa a přechodného lesa. Ekosystém lesa může být na velké ploše rozvrácen vlivem velkoplošné disturbance (narušení). Tímto narušením je na Šumavě a v dalších horských lesích obvykle přemnožení kůrovce, ale může jím být kalamita jakéhokoliv jiného organismu jenž letálně a velkoplošně poškodí porosty smrku a tak navodí významnou změnu ekosystému. Podmínky k namnožení kůrovce a odumírání porostů na velkých plochách obvykle vytvářejí velkoplošné polomy. “ Velkoplošné poškození ve stádiu vrcholného lesa může zahájit velký vývojový cyklus, obnovu lesa. Tytéž změny v ekosystémech mohou způsobit, a jinde způsobují, například rozsáhlé požáry.
V lesnické praxi jsou disturbance rušivým elementem, poškozujícím lesní porosty. Podobně tak bylo zpočátku nahlíženo na kalamity v NP Šumava, jako na jevy které poškozují klimaxový stav přírodního pralesa, jenž je považovaný za nejstabilnější. Z toho důvodu byl za původní přírodní les považován pouze starý nedotčený les, nenarušovaný ani přírodními disturbancemi a preferováno pouze jediné stádium přírodního lesa a proti disturbancím bylo zasahováno jako proti nežádoucímu a nepřirozenému jevu. Současný pohled, podpořený novými studiemi z horských i boreálních smrčin považuje disturbanci za klíčový proces ve vývoji šumavských ekosystémů a proto je podle odborníků na ekologii třeba ponechat šumavské lesy samovolnému přirozenému vývoji.
Materiály lesnických odborníků uvádí, že na základě poznatků o stárnutí lesa je zároveň patrný velký problém lesních rezervací tzv. pralesovitého typu, jako jsou například některé oblasti v NP Šumava: Jen málo z nich je obklopeno porosty v různém stádiu vývoje lesa a je takového rozsahu aby byly splněny požadavky vývojové samostatnosti. Takže při ponechání území samovolnému vývoji, což je často proklamovaný cíl managementu přírodního lesa, může v rámci běžného vývoje snadno nastat situace, že lesní ekosystémy ztratí charakter, kvůli kterému byla jejich ochrana vyhlášena.

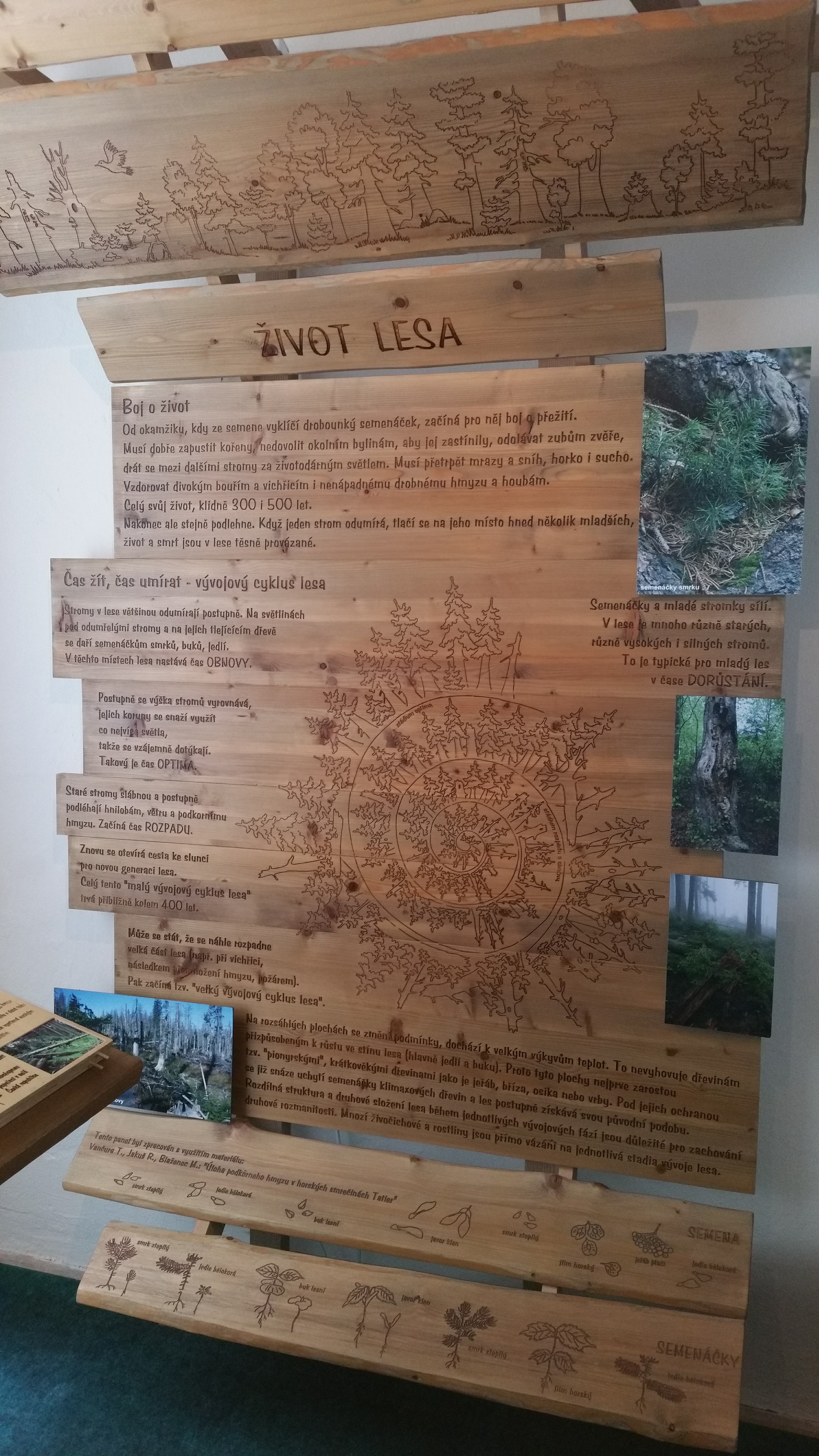
Informace o lesích Šumavy v Muzeu Vimperska
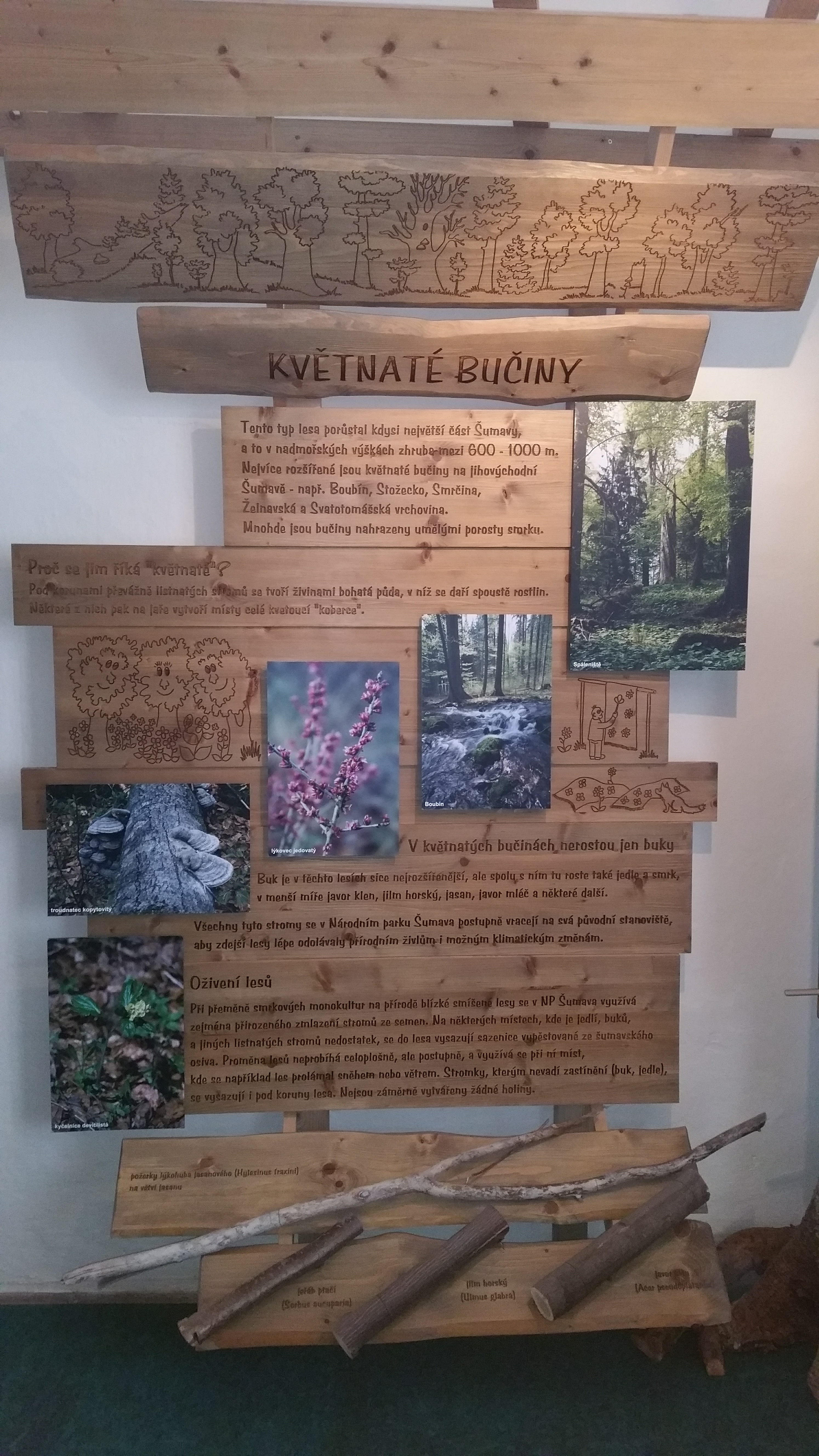
Informace o lesích Šumavy v Muzeu Vimperska
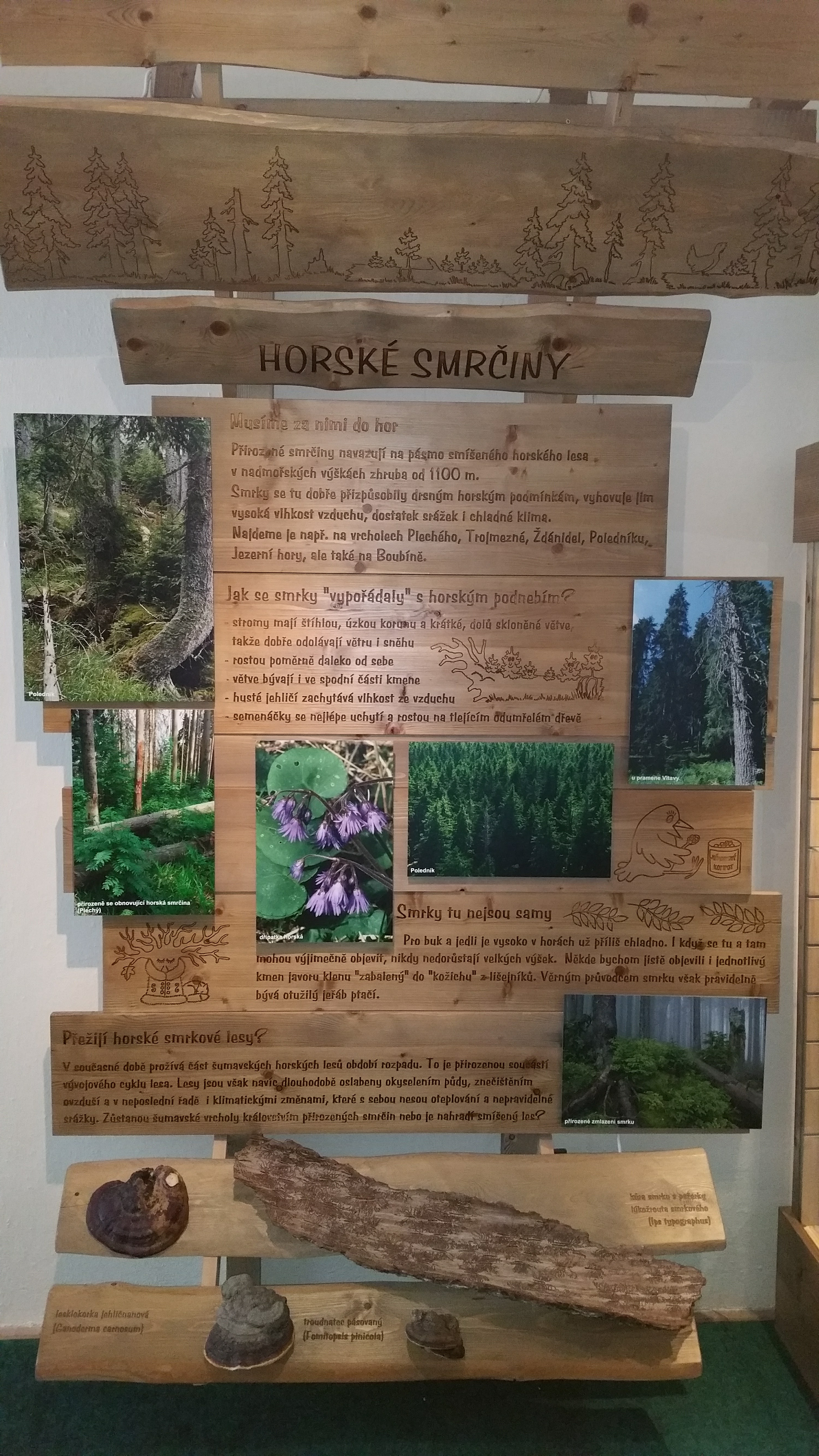
Informace o lesích Šumavy v Muzeu Vimperska
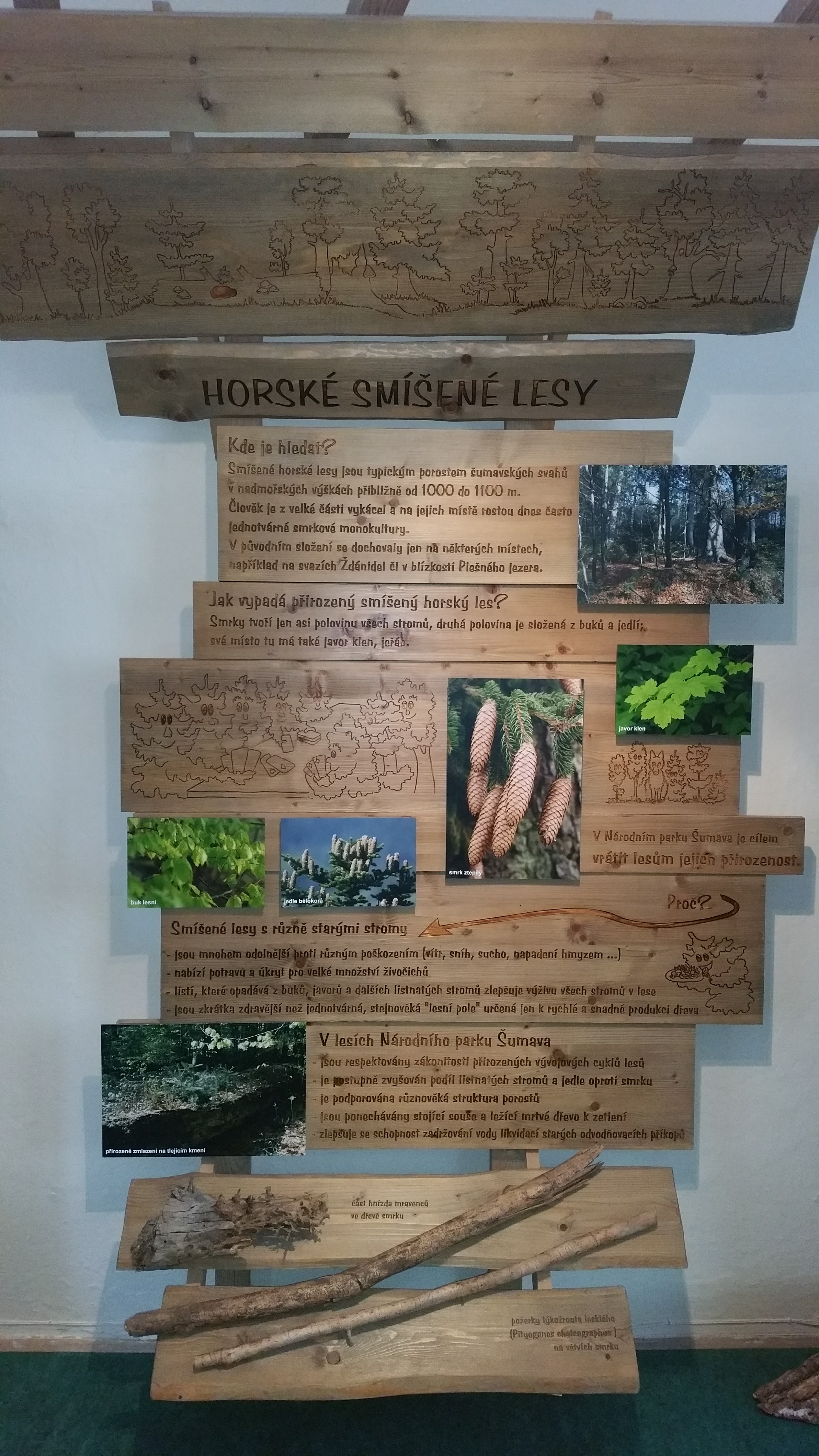
Informace o lesích Šumavy v Muzeu Vimperska
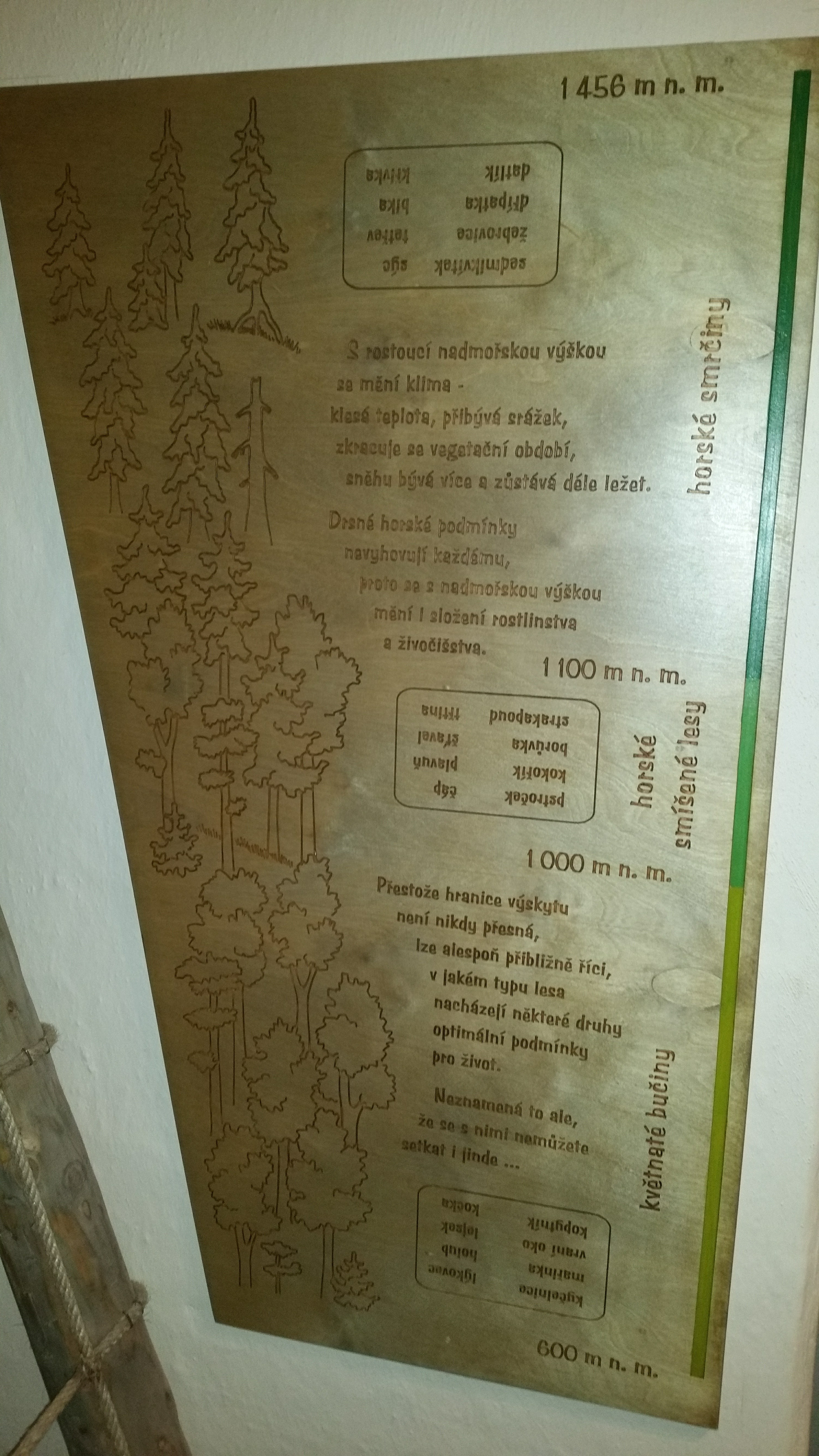
Informace o lesích Šumavy v Muzeu Vimperska
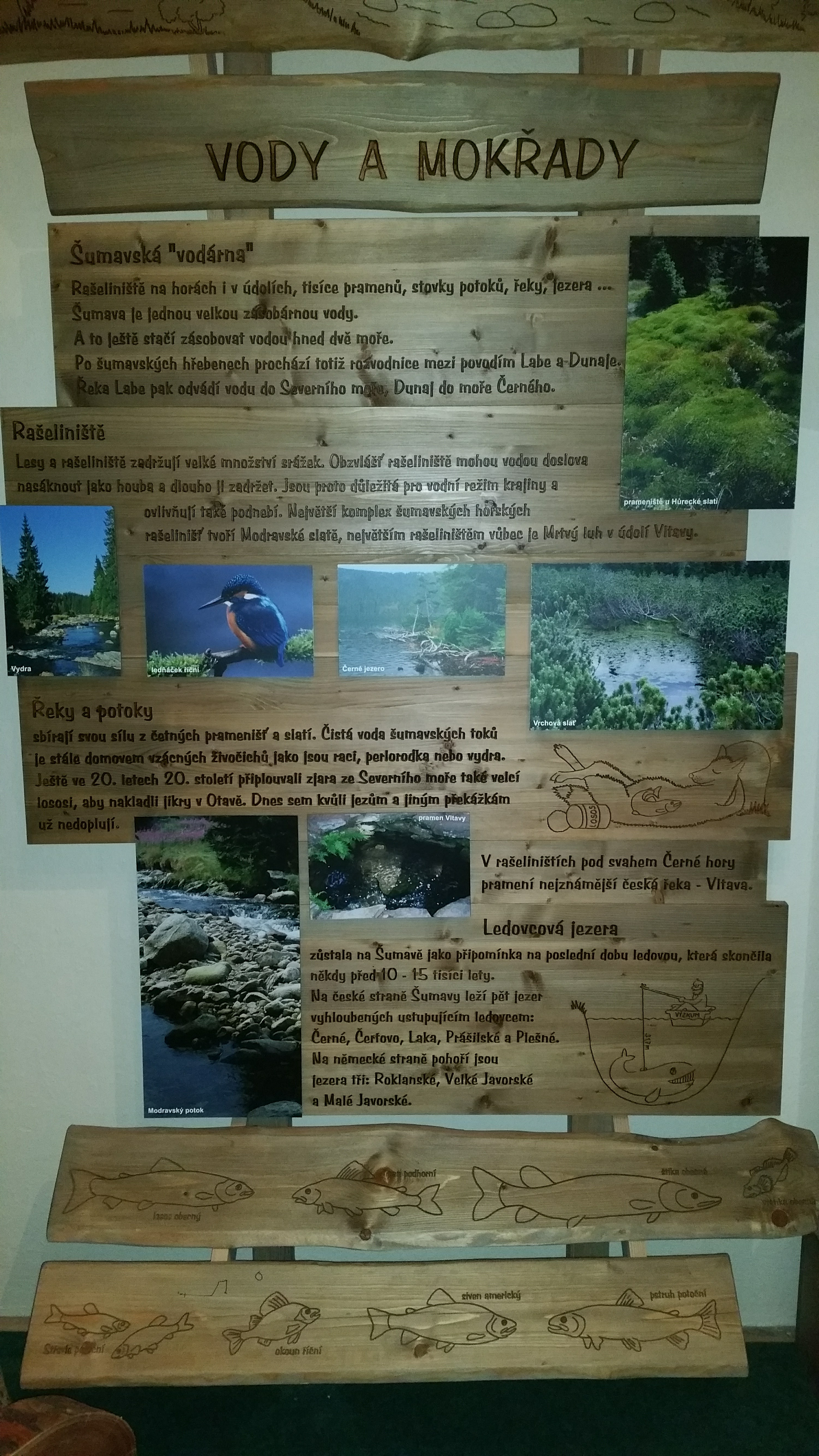
Informace o mokřadech Šumavy v Muzeu Vimperska

#### Následky orkánu Kyrill
V lednu 2007 zasáhl park orkán Kyrill, který dosahoval v nárazech rychlosti až 170 km/h, většinou okolo 130 km/h. Způsobil rozsáhlé škody na lesních porostech, kolem 840 tisíc m³ padlého dřeva.
V srpnu 2009 byla otevřena speciální turistická zážitková trasa u rozhledny Poledník, která nabízí možnost sledovat přirozenou obnovu lesa. Jde 700 metrů vedených jedním z polomů z menších polomů o velikosti několika hektarů vedenou převážně po zemi s vyvýšenou vyhlídkovou plošinou. Stezka má být otevřena minimálně 10 let a pro turisty je otevřená v letní sezóně od července do září.

### Rostliny a živočichové
Skoro celé území Šumavy je pokryto lesy, horskými lesy a horskými smrčinami, jsou zde také rozlehlá rašeliniště. Rozbory pylu v sedimentech rašelinišť
a jezer potvrzují, že smrky rostou na Šumavě hojně a trvale posledních 9000 let. Společně s borovicí, břízou, lískou a olší patří k nejstarším
osídlencům Šumavy. Většina lučních mokřadů na Šumavě vznikla až díky působení člověka po odlesnění části krajiny. Tam, kde kdysi bývaly rašelinné a podmáčené smrčiny, jsou dnes většinou rašelinné a ostřicové louky.
Šumavská květena a rostlinstvo je charakteristickou ukázkou středohorské středoevropské flóry a vegetace, se specifiky, danými relativní blízkostí alpského vysokohorského masivu. Celkový počet taxonů vyšších rostlin v rámci celé oblasti současné CHKO a NP Šumava lze odhadnout asi na 1260 taxonů. V NP Šumava se vyskytuje více než 500 druhů.
Fauna Šumavy je významně ovlivněna velikostí území, velikostí zón s nejvyšším statutem ochrany, členitostí území, různorodostí biotopů a především lidskou činností. Významnou součást Šumavy představuje fauna horských smrkových lesů.
Vodní toky Šumavy jsou jednou z nejvýznamnějších oblastí výskytu vydry říční v ČR. Pro Šumavu významnými druhy jsou rys ostrovid, tetřev hlušec, datlík tříprstý, sýc rousný nebo kos horský. I přes silný úbytek během posledních několika desítek let na Šumavě populace tetřeva hlušce i tetřívka obecného zatím přežívají.
Populace tetřeva hlušce na Šumavě je jedinou životaschopnou populací tetřeva v ČR a proto je i velmi citlivá na rušení. Na území NP a CHKO Šumava je možné pozorovat až tři druhy orlů. I v dnešní době jsou tito kriticky ohrožení dravci pronásledováni. Nebezpečí pro tyto ptáky představují hlavně otrávené návnady v podobě mrtvých zvířat, která jsou předkládána na újedištích, jimiž se orli převážně v zimním období přiživují či ilegální odstřel.

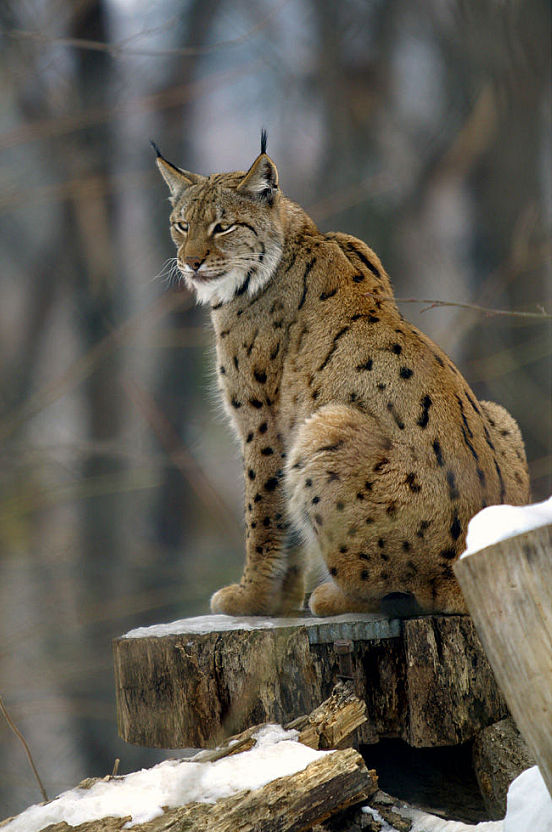
Rys ostrovid (Lynx lynx)
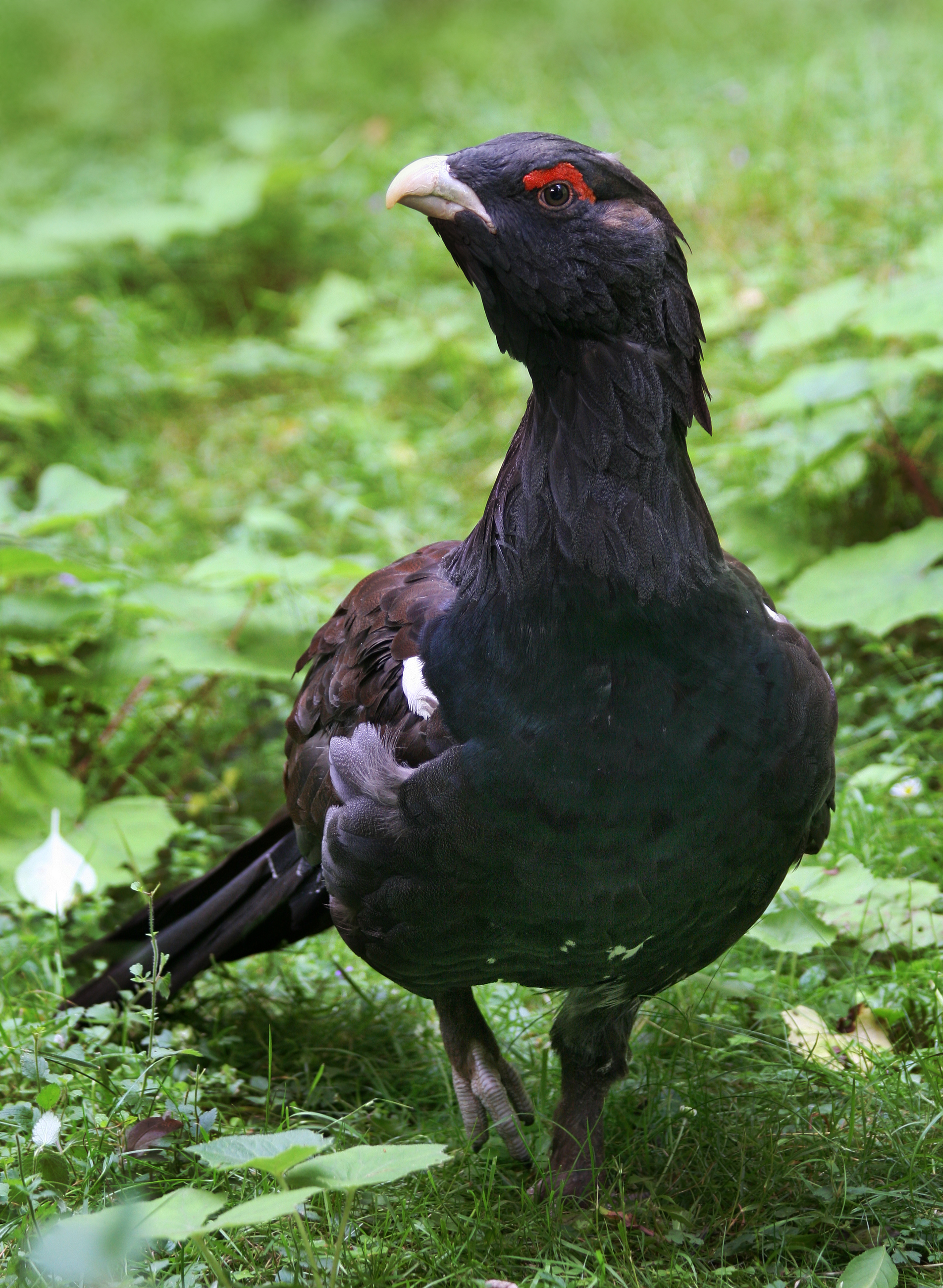
Tetřev hlušec (Tetrao urogallus)

Mezi vyhubené savce šumavských hvozdů patří například medvědi (poslední zastřelen v roce 1856). Původně již ve středověku byli vyhubeni velcí kopytníci zubr a los. V posledních letech byli opět uměle vysazen jelen, rys ostrovid, kočka divoká a další drobné šelmy. Dnes je nejznámější šumavskou šelmou v 80. letech 20. stol. úspěšně vysazený rys ostrovid. Myslivci na území NP pečují o velké druhy kopytníků, především jelena lesního. Pravděpodobně od roku 2007 můžeme hovořit o trvalém usazení bobrů na území NP a CHKO Šumava.

#### Endemity
Mimo zřejmě vyhynulého hořečku mnohotvarého pravého (Gentianella praecox subsp. praecox) se na území Šumavy vyskytují čtyři endemity: oměj šalamounek (Aconitum plicatum), hořeček mnohotvarý český (Gentianella praecox subsp. bohemica), zvonečník černý (Phyteuma nigrum) a na Horské Kvildě popsaný prstnatec májový rašelinný (Dactylorhiza majalis subsp. turfosa). V karech žije endemický střevlík Šumavy Oreonebria castanea sumavica.

#### Glaciální relikty
Glaciální relikty jsou zbytkem tundry, postupující do střední Evropy v období doby ledové s od severu sem pronikajícím pevninským ledovcem. Na Šumavě jsou těmito zbytky především nemnohé druhy vrchovištní květeny a některé druhy rostoucí v ledovcových karech.

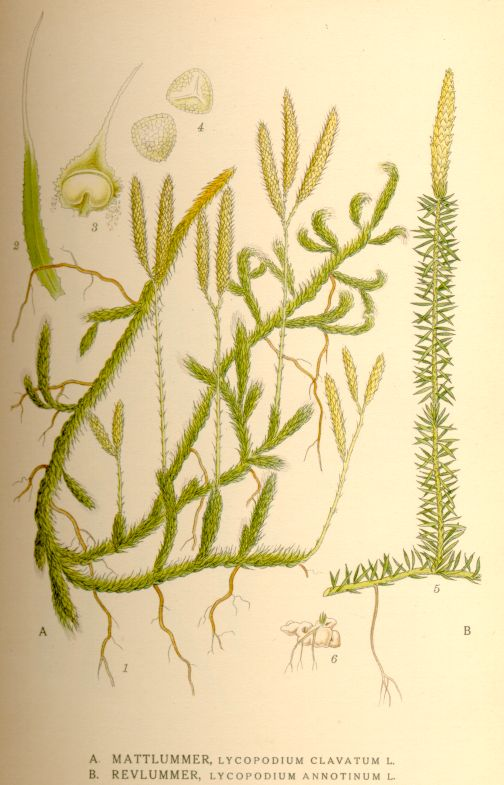
Plavuň pučivá
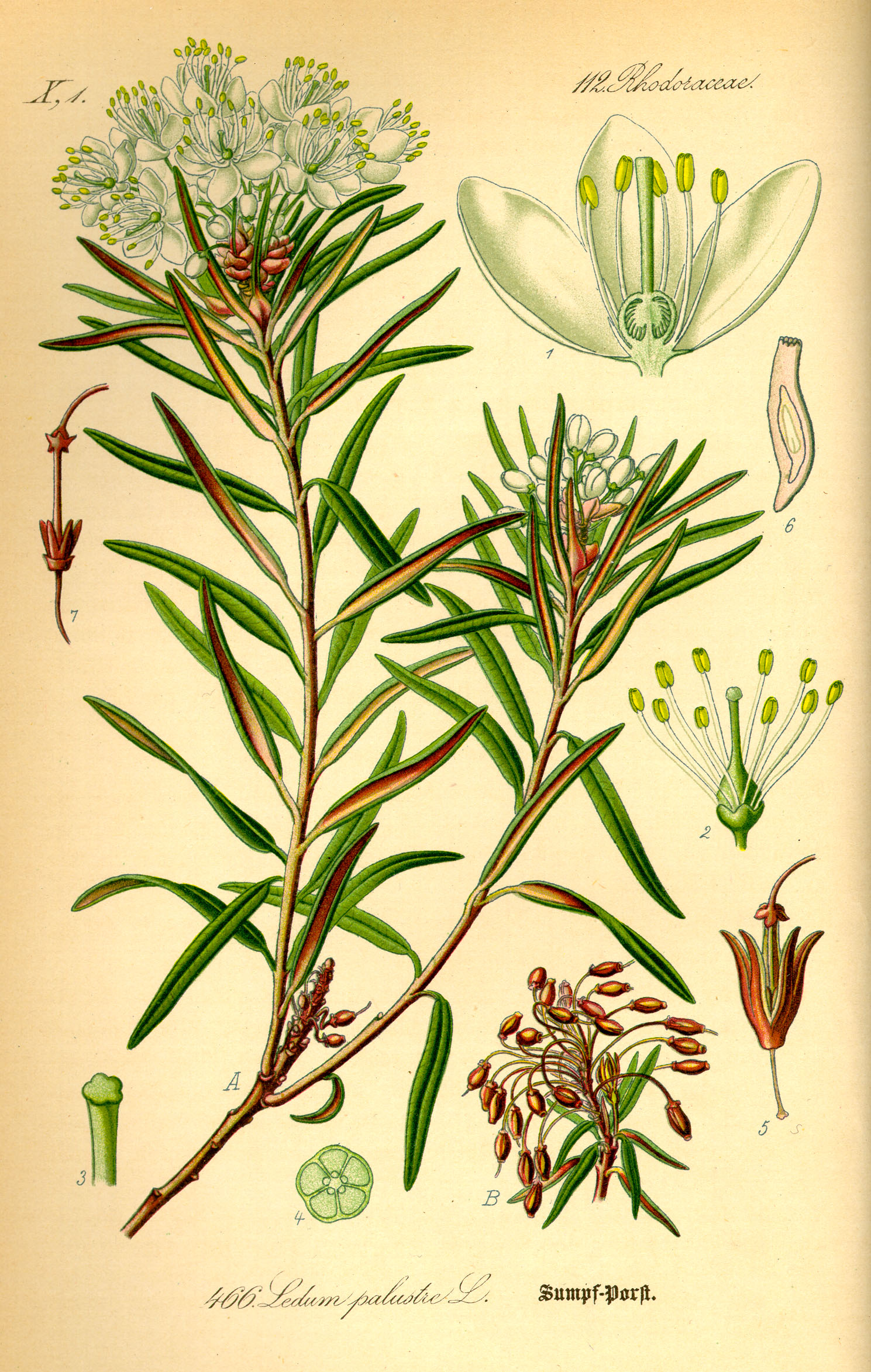
Rojovník bahenní
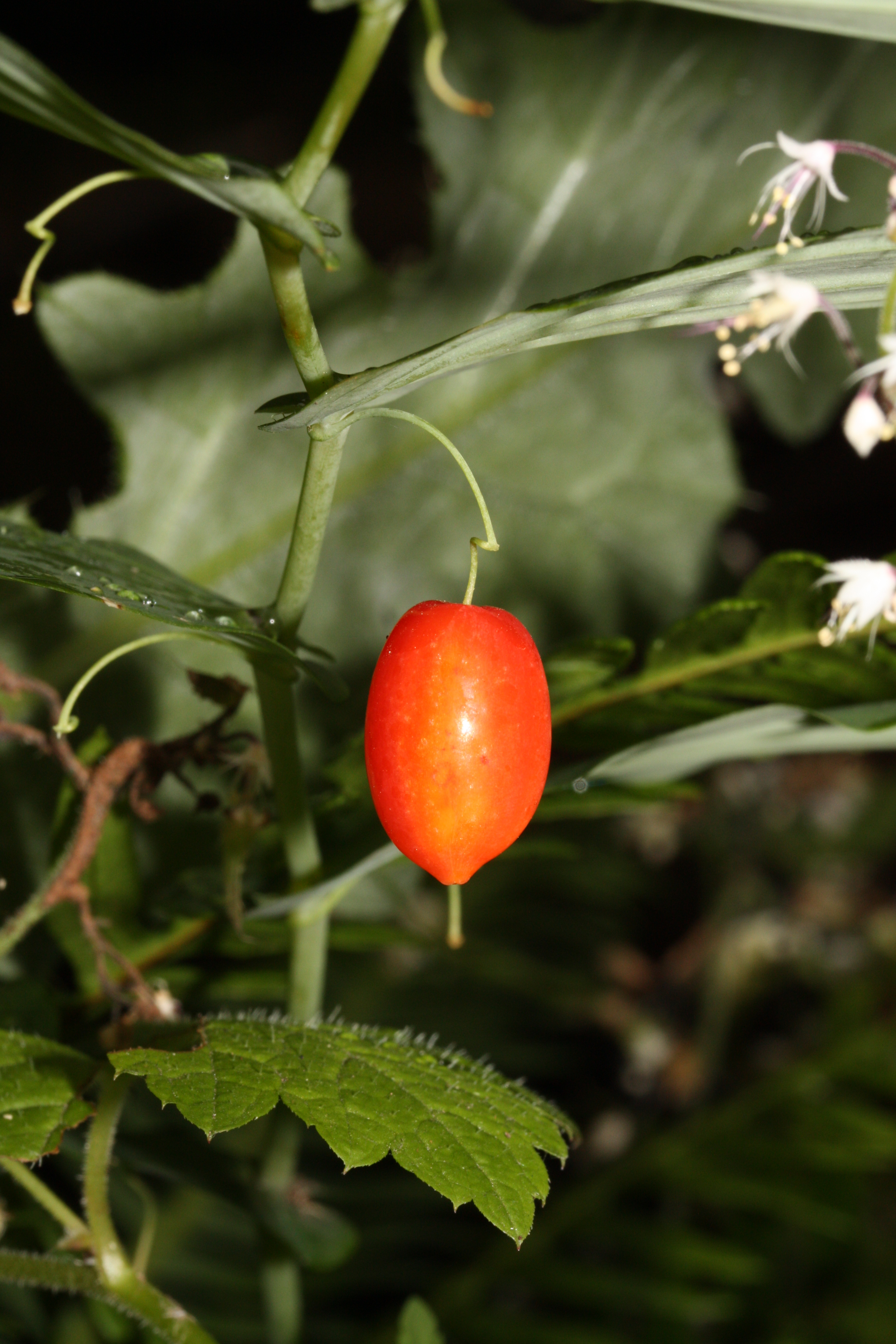
Čípek objímavý
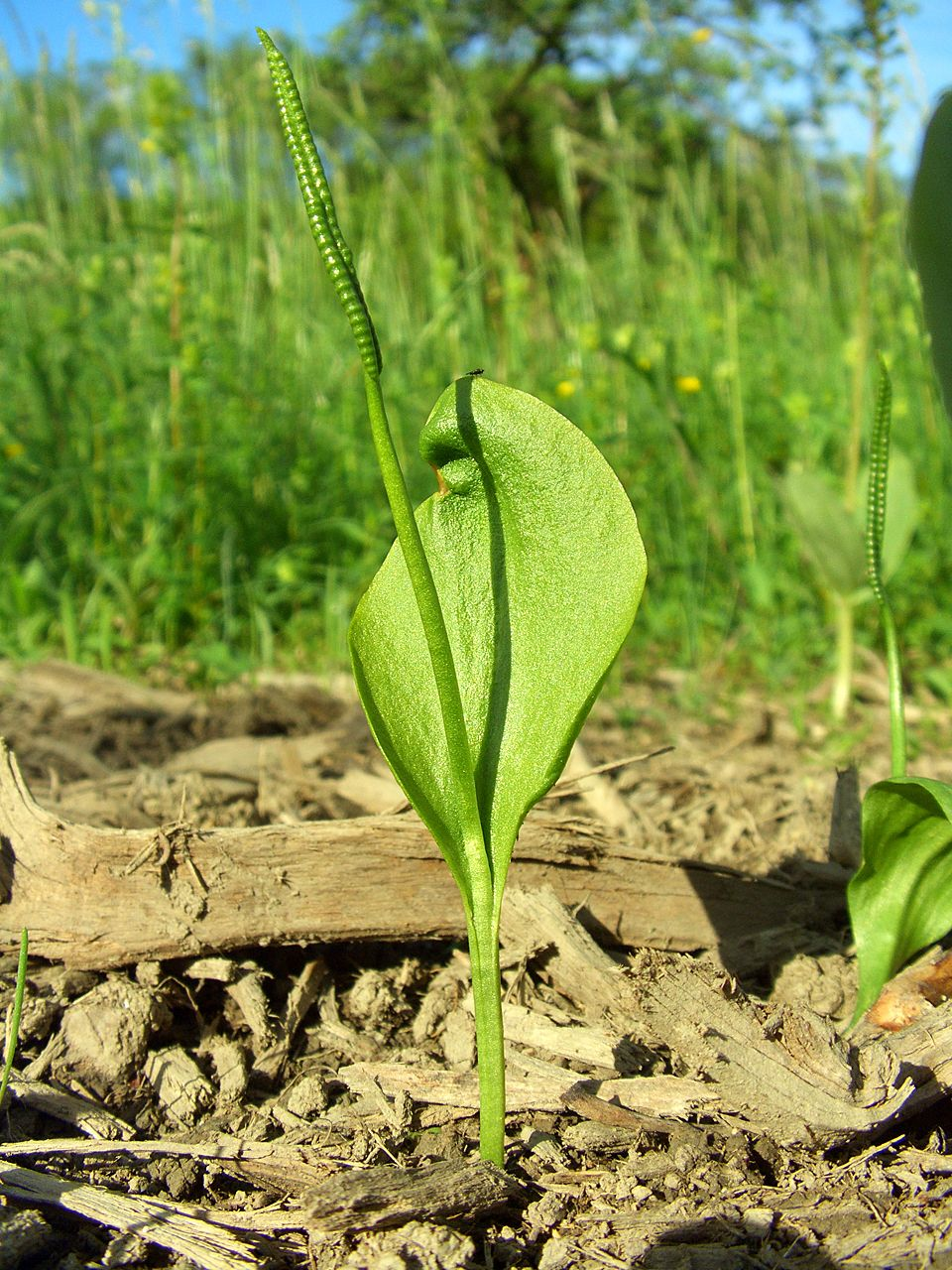
Hadí jazyk obecný, hadilka obecná
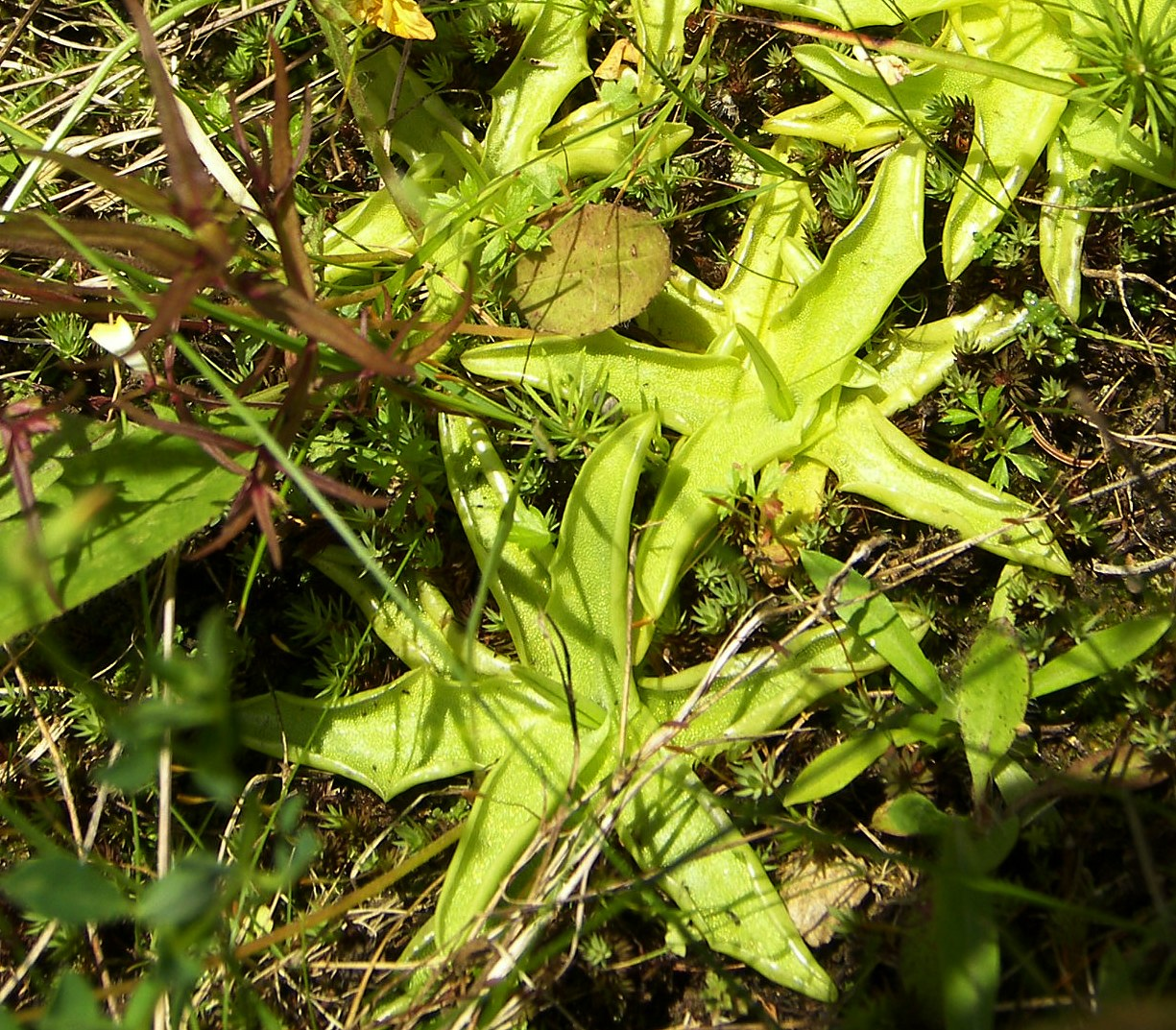
Tučnice (Pinguicula)

#### Invazivní rostliny na území NP
Výskyt bolševníku velkolepého (v oblasti Šumavy) je podle zprávy MŽP (z r.1998) v podstatě pod kontrolou. "…Invazí lupiny mnoholisté je zasažena většina Šumavy, na některých lokalitách již tvoří dominantu a mění celkový ráz místní vegetace,…"
Aby byla lupina mnoholistá (Lupinus polyphyllus) zcela vyhubena, jsou plánovány 3-5 let vytrhávání, či kosení. Je očekáváno, že ruční vytrhávání, bude třeba opakovat 3 roky, aplikovat herbicid Roundup, použít pokos větších ploch, případně spásání. Na ošetřených plochách je docela zřetelné, že lupina na kosených plochách brzy opět nakvétá a rychle regeneruje, ale na plochách ošetřených herbicidem pomalu skomírá.

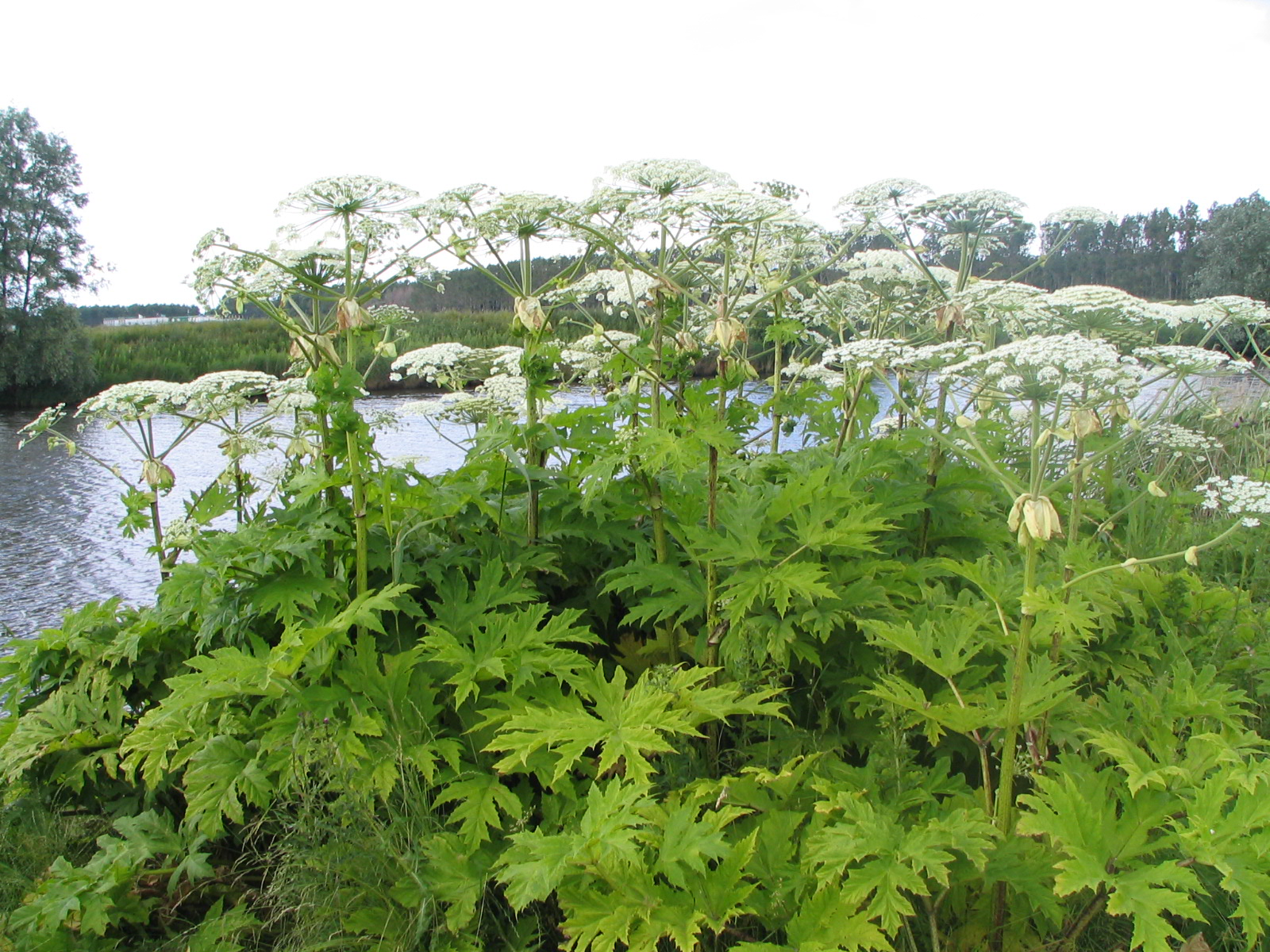
Bolševník velkolepý
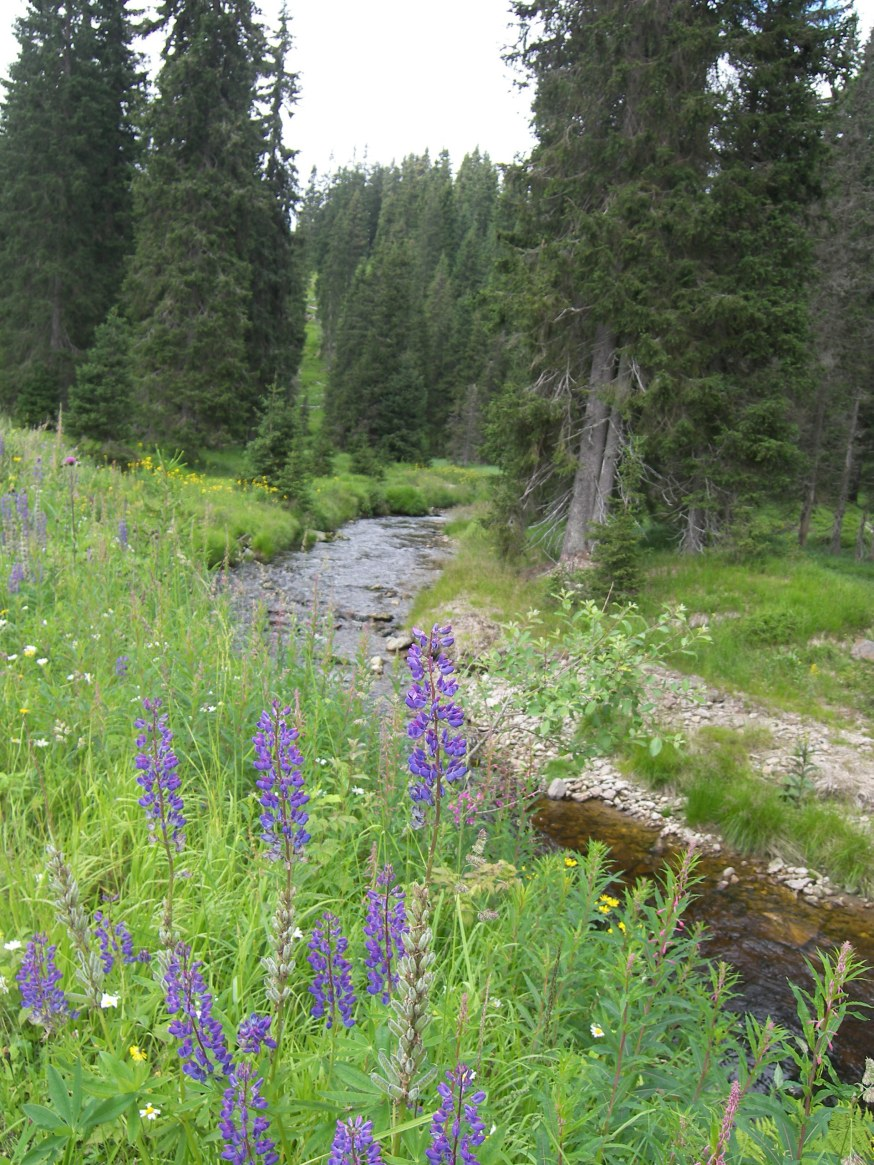
Lupina vlčí bob je na Šumavě invazivní rostlina (Modrava).

## Vliv průmyslu a zemědělství v NP Šumava

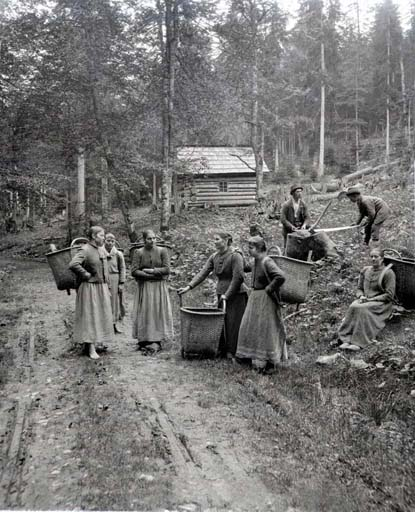
Sběr trávy.

V důsledku sklářství na Šumavě docházelo k rozsáhlému odlesňování a zjednodušení skladby lesa. Stejný efekt měl rozvoj lesnictví. Zde docházelo ke změně skladby lesa výsadbou užitkového smrku i na zcela nevhodných lokalitách. Původní porosty byly změněny na stejnověké lesní plantáže dřevařských společností. Následné pastevectví s převážně umělou výsadbou způsobilo opakované rozpady biocenóz. O kůrovcových kalamitách jsou vedeny záznamy od 19. století.
Území dnešního národního parku bylo průmyslem ovlivněno jen minimálně. V minulosti sem okrajově zasahoval zlatonosný kašperohorský revír využívaný pravděpodobně již od doby Keltů až do 19. a 20. století. Rýžování a těžba zlata probíhaly v okolí Rejštejna – v povodí Otavy a jejího přítoku Losenice. Díky těžbě dřeva a křemitého písku na území parku vznikaly sklárny (Hůrka, Prášily, Filipova Huť, Zlatá Studna, Antýgl) a dřevovýroba (Modrava, Stožec, Nová Pec). V období druhé světové války byla ve Františkově vybudována (zčásti podzemní) továrna firmy Messerschmitt na díly k stíhacím letounům Me 109 a později Me 262. Na budování továrny pracovali ruští a francouzští zajatci, později Belgičané, Poláci a Ukrajinci. Podle některých tvrzení je místem, kde byly ukryty cennosti a dokumenty říšských úřadů. NP Šumava nepovažuje podzemní výzkumné práce na zpřístupňování podzemní továrny za ohrožení pro prostředí v NP.
Zemědělství zaujímá relativně významnější postavení než průmysl. Jsou zde vhodné podmínky k chovu skotu a pícninářství. Významné je lesní hospodářství.

### Využití
- les: 80 % z celkové plochy NP (54 100 ha)
- louky a pastviny: 20 % z celkové plochy (13 900 ha)
- orná půda: 9 % z celkové plochy (5 900 ha)
- potoky a řeky: 1 % z celkové plochy (1 100 ha)
- zbývající:10 % z celkové plochy (6800 ha)
- zástavba: 0,1 % z celkové plochy (66 ha)

## Osídlení
Z důvodu nepříznivých přírodních poměrů zůstávalo území NP Šumava dlouho neosídleno. Existují ovšem stopy osidlování předhůří Šumavy Kelty a stopy činnosti Keltů na Šumavě.

### Obří hrad
V době halštatské (8. až 5. století př. n. l.) byla v předhůří Šumavy vybudována četná hradiště: Sedlo u Albrechtic, Věnec u Lčovic, Jámy u Mičovic, Hrádek u Třebánic a Raziberg u Boletic. Rovněž v této době bylo v předsunuté poloze, přímo uprostřed šumavského hvozdu, postaveno i hradiště Obří hrad u Nicova. Je položeno na skalní ostrožně hory Valy v nadmořské výšce mezi 970,8 až 985 m. Cesta k akropoli vede přes předhradí a jeho val. Akropole byla opevněna zdvojenými kamennými hradbami. Obří hrad je nejvýše položené keltské hradiště v Čechách. Podle archeologických nálezů (respektive jejich absence) zřejmě nebylo trvale obydleno, nejspíš kvůli drsnému horskému klimatu. Důvod stavby hradiště na tomto špatně dostupném a téměř neobydleném místě je zatím nejistý. Nelze vyloučit, že hradiště mohlo sloužit ke konání náboženských obřadů. Kamenné valy Obřího hradu jsou patrné hned na několika místech, v centrální části je zachován jakýsi oltář či obětiště. Z hradiště byl daleký výhled do údolí. Ve středověku byl na 6 km vzdáleném vrchu postaven hrad Kašperk k ochraně zlatonosných vodních toků a obchodních stezek vedoucích tudy na jih. Hradiště Obří hrad bylo prohlášeno za kulturní archeologickou památku. Památka Obří hrad je součástí naučné stezky "Keltové", provozované NP Šumava.

### Trvalé osídlení
Území NP Šumava náleží do dvou krajů – Plzeňského kraje a Jihočeského kraje a do tří okresů – Klatovy, Prachatice, Český Krumlov. Je řídce osídleným územím. V současnosti je na území NP pouze 10 obcí (Prášily, Srní, Rejštejn, Kašperské Hory, Modrava, Horská Kvilda, Kvilda, Strážný, Stožec a Nová Pec), ve kterých trvale žije 2000 obyvatel. Obce v NP však metodiky Správy NP vnímají jako silné ovlivnění svého rozvoje.
Zásadní význam pro utváření osídlení na území národního parku měla novější kolonizace v 17. a 18. století. V roce 1848 bylo zrušeno poddanství a oblast byla rozdělena do okresů – Klatovy, Prachatice, Sušice a Vimperk. Při vzniku ČSR došlo k několika pokusům Němců o odtržení části Šumavy. Roku 1938 byla smlouvou mezi Francií, Británií a Německem, nazývanou Mnichovská dohoda, odtržena mimo jiných oblastí i značná část Šumavy a Pošumaví a připojena k Velkoněmecké říši, což bylo zdůvodněno vyšším počtem obyvatel hlásících se k německé národnosti. Po konci 2. světové války dochází k opětnému připojení území, k vysídlení Němců do Německa a Rakouska a k znovuosidlování Šumavy obyvateli převážně české národnosti a opět jejich následnému vysidlování z oblasti hranic a vojenského prostoru při vzniku "železné opony". Budovy byly srovnány se zemí a z širokého prostoru kolem hranic se stala neobydlená oblast, kde byl prakticky zákaz vstupu. Jakákoliv činnost člověka tak zde byla omezena, což do politických změn roku 1989 ochránilo přirozené přírodní procesy.

### Osady na území NP
| - Dobrá Voda - Prášily - Nová Hůrka - Hůrka (zaniklá) - Stodůlky (zaniklá) - Srní - Rejštejn - Modrava - Filipova Huť - Horská Kvilda | - Kvilda - Hraběcí Huť (dnes součást obce Kvilda) - Bučina (zaniklá) - Františkov (dnes součást obce Kvilda) - Borová Lada - Strážný - České Žleby - Stožec - Knížecí Pláně (zaniklá) - Nová Pec |

### Výstavba v NP
Správa NP Šumava se pokouší doporučovat, jak by měla vypadat architektura nových staveb na Šumavě, a vytvořila předpis pro šumavský krajinný ráz a architekturu. S nápadem najít co nejobjektivnější pravidla pro tvorbu kulturní krajiny přišli v Hartmanicích v roce 2007 starostové šumavských obcí. Správa NP Šumava se nyní záměr pokouší realizovat. Sídla nebo části sídel byly rozděleny do kategorií podle krajinářské hodnoty a byly vytvořeny urbanistické a architektonické rukověti. Tyto příručky navázaly a rozpracovaly podobné obsažené v Územní studii Šumavy vytvořené Jihočeským krajem. Výsledky mapování a rukověti jsou vydány v knižní publikaci Krajinný ráz Šumavy a stručně v letáku Krajina Šumavy.
Zásady pro územní řízení a stavební činnost v NP jsou obsaženy ve zřizovacím předpisu NP Šumava. Investoři a projektanti staveb jsou povinni dbát, aby architektonické řešení staveb nebo jejich změn navazovalo na charakter národního parku a jeho stavební tradice z hlediska estetického začlenění staveb do krajiny. Zákon o ochraně přírody a krajiny z roku 1992 upravil ochranu krajinného rázu, kterým se rozumí zejména přírodní, kulturní a historická charakteristika určitého místa či oblasti, a je chrání tak NP Šumava před činností snižující jeho estetickou a přírodní hodnotu. Regulace se tak nyní týká i koeficientu zastavění pozemku, výšky zástavby, použitých materiálů, typu a sklonu střechy či typu a barvy střešní krytiny. Úpravy jsou údajně splnitelné běžnou stavbou, doporučené vzory mají charakter historických staveb.
V katastrálním území Filipova Huť byla v lese vystavěna vila pro miliardáře Zdeňka Bakalu, která podle některých názorů narušuje krajinný ráz. Faktem je, že i v roce 2011 v katastrálním území Horská Kvilda a Filipova huť byla například rozhodnutím stavebního oboru MÚ Kašperské hory povolena třípodlažní 8,5 metrů vysoká (výška z úrovně 1. patra) novostavba rodinného domu.

## Turistika
Šumava lákala romantické duše již od 18. století, kdy lze zaznamenat první výpravy prosekávající si cesty šumavskými pralesy. Turistika se zde rozvíjí od 19. století. NP Šumava je turisticky přitažlivý především v letní a zimní sezóně. Turisté jsou povinni dodržovat návštěvní řád. Národní park má unikátní přírodu zachovat – nejen pro ni samotnou, ale také proto, aby ji mohli i nadále obdivovat turisté, kterých sem každoročně přijíždějí dva miliony.
Po zrušení vojenského pásma a pohraničního pásma na Šumavě je zpřístupněna oblast zčásti neporušené krajiny. Turisté zde mohou nalézat zbytky vesnic, které se staly součástí hraničního pásu, či střelnice a byly zničeny při vojenských cvičeních, stejně jako obdivovat faunu a flóru, která v takových místech zůstala po půl století mnohdy bez vlivu člověka. Mezi negativní vlivy turistického ruchu patří zejména nová výstavba, znečišťování a devastace přírody, škody způsobené nezodpovědným provozem motorových vozidel, bezohledné ničení kulturních památek.
Záměrem turistického průmyslu je v budoucnu dovybudování kvalitních sjezdovek, podobně jako například v Krkonoších a Jeseníkách, které mohou přinést chudým obcím i cenné devizy prostřednictvím zahraničních turistů. Uvažovalo se například o výstavbě lyžařského areálu na Smrčině a sousedním Hraničníku. Plánovaná výstavba nových sjezdovek se stala nejen terčem kritiky aktivistů, ale je také médii prezentována i jako politická objednávka přímo od prezidenta ČR V. Klause."Rád bych řekl, že to otevře i některé lyžařské sjezdovky, ale … on vůbec nemohl pochopit, že mne baví více ty sjezdovky, takže mám skoro strach, že v tomto smyslu to nic takového nepřinese." řekl prezident na otázku zda Jan Stráský, od roku 2011 prozatímní ředitel Správy NP Šumava, může uvolnit nové turistické nebo lyžařské projekty.

### Turisticky vyhledávané lokality

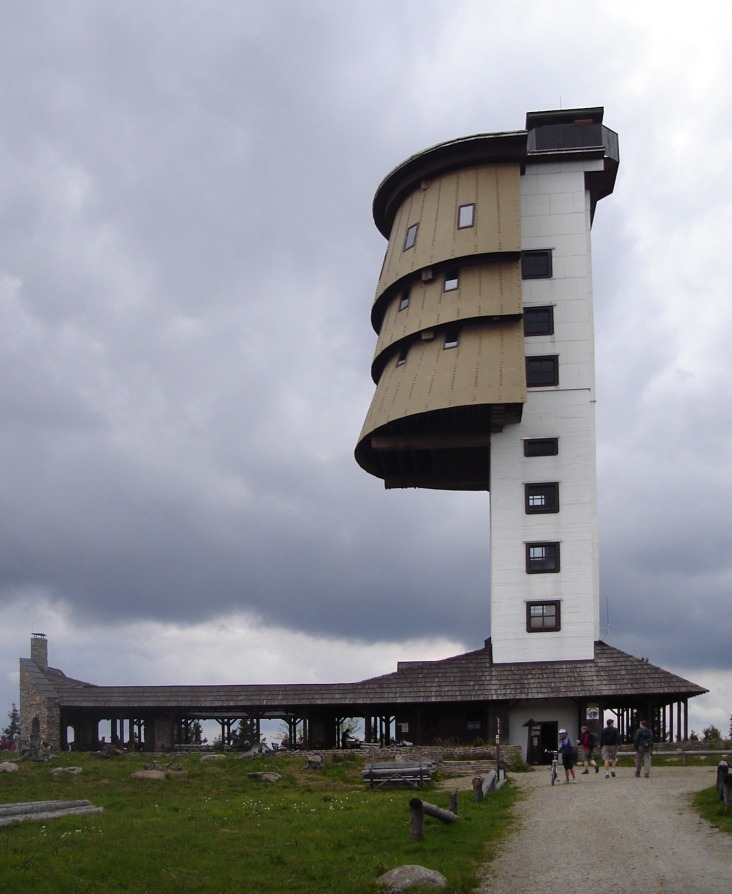
Poledník (rozhledna)

Oblast národního parku patří mezi turisty k těm velmi populárním. V létě se turistický ruch soustřeďuje především do oblasti šumavských jezer, slatí v okolí Modravy, Kvildy a Borových Lad, k pramenu Vltavy, na Poledník, do Povydří a blízkého Srní a do oblasti Nové Pece. Horní tok Vltavy je též oblíben vodáky. V zimě je pak pro lyžaře nejzajímavější Modrava a Kvilda.
- Tříjezerní slať je ukázkou typického šumavského vrchovištního rašeliniště. Leží v nadmořské výšce 1066 m asi 2,5 km od obce Modrava. Má rozlohu 19 ha a v centrální části obsahuje jezírka, pás klečoviny a podmáčené smrčiny kolem otevřené plochy vrchoviště. Je přístupná.
- Chalupská slať je rašeliniště přechodného typu mezi údolním a horským vrchovištěm. Slať se nachází asi 1 km od obce Borová Lada. Je přístupná z upraveného parkoviště po asfaltové cestě a dále po poválkovém chodníku.největší rašelinové jezírko v ČR.
- Jezerní slať
- Plešné jezero, Prášilské jezero a jezero Laka – jezera ledovcového původu.
- Poledník (1315 m) – rozhledna, která vznikla z někdejší radarové věže v nepřístupném pohraničním pásmu. Vojenský objekt s betonovou věží byl postaven na konci 60. let 20. století. V 90. letech 20. století byly budovy komplexu zdemolovány s výjimkou radarové věže. Od roku 1998 se mohou turisté těšit z jedinečného výhledu na celou centrální Šumavu a Bavorský les.[55]
- Obří hrad – keltské hradiště.
- Povydří – oblíbená turistická cesta podél prudké říčky Vydra s velkými kameny a obřími hrnci. V okolí viditelné skalní útvary odborně nazývané tory.
- Kvilda – zimní sporty
- Trojmezenský prales – rostl v něm u Plešného jezera druhý nejstarší strom v NP Šumava, nevelký smrk starý 559 let, na místě informační tabule upozorňující na tuto raritu.[56]
- Filipova Huť je nejvýše položeným sídlem v ČR (1093 m n. m.). Je to bývalá osada sklářů, založená v r. 1785.
- Březník patří mezi nejdeštivější místo v ČR. Průměrné množství srážek je 1552 mm za rok.
- Dobrá – roubené domy vystavěny v upraveném alpském stylu s charakteristickými rysy nazývající se volarské alpské domy. Tyto domy se v České republice vyskytují pouze ve Volarech a v Dobré.[57]
- Lipenská přehrada je největší umělá vodní nádrž na území ČR.
- V Novém Údolí je nejkratší mezinárodní železnice na světě, překračuje hranici mezi ČR a Německem. Trať Volary – Pasov je dlouhá 105 metrů a vybudoval ji Spolek Pošumavská jižní dráha.

### Naučné stezky NP
Zřizovatelem naučných a poznávacích stezek je Správa NP Šumava
- Zážitková stezka "Duch pralesa"
- Tříjezerní slať
- Jezerní slať
- Chalupská slať
- Schwarzenberský plavební kanál
- Vintířova stezka
- Vchynicko-Tetovský plavební kanál
- Stožecká skála
- Povydří
- Medvědí stezka
- Keltové
- Naučné stezky a přírodní poznávací okruhy včetně přeshraničních
- Přeshraniční okruhy
- Okolo Kostelního vrchu – Hauswaldská kaple[58]

Venkovní expozice
- Venkovní geologická expozice hornin Šumavy Rokyta
- Geologická expozice Stožec
- Venkovní areál ve Stožci